# Pompeya
Pompeya   (en italiano: Pompei) fue una antigua ciudad romana situada en la Campania, a orillas del golfo de Nápoles, próxima a la actual Nápoles. Es principalmente conocida por haber sido destruida durante la erupción del Vesubio del año 79.
Sus orígenes no se conocen bien. Se supone que fue una fundación osca, pueblo que ocupó la región de Campania tras la colonización griega del sur de la costa tirrena en los siglos VIII y VII a. C. Cabe la posibilidad de que los etruscos se adueñaran de la ciudad en el siglo VI a. C. y construyeran las primeras murallas de piedra alrededor del año 570 a. C. Posteriormente, hacia el año 450 a. C., fue conquistada por los samnitas, como lo demuestran las muchas inscripciones en idioma osco descubiertas en las excavaciones de la ciudad. Entró definitivamente en la órbita romana en calidad de ciudad aliada a principios del siglo III a. C., y obtuvo la plena ciudadanía romana tras la guerra Social. Más tarde Sila modificó el estatuto de la ciudad, haciéndola pasar de municipium a colonia romana para asentar a dos mil veteranos de sus ejércitos. Este hecho incrementó la romanización de Pompeya y la sustitución paulatina del osco por el latín.
Al estar en un área de notable actividad sísmica y volcánica, Pompeya sufrió a lo largo de su historia varios desastres naturales. Entre ellos, el intenso terremoto del año 62 (diecisiete años antes), que afectó a la red de agua corriente y arruinó varios edificios públicos y zonas del foro que todavía seguían sin actividad en el año 79. El 24 de agosto de ese último año, una violenta erupción del monte Vesubio la enterró bajo toneladas de sedimentos. Muchos de sus habitantes fallecieron debido al flujo piroclástico. A partir de trabajos arqueológicos realizados en 2018, se postuló que la erupción pudo ocurrir el 24 de octubre, aunque ya había pruebas previas que indicaban una datación en el otoño o en el invierno del mismo año.
Ya en la misma Antigüedad fue objeto de rapiñas, sobre todo en época de Tito, poco después de su destrucción. Sin embargo, la gran cantidad de sedimentos que la cubrieron hicieron imposible el saqueo continuado del lugar, lo que terminó por protegerla del expolio al que fueron sometidos otros enclaves antiguos en la Edad Media. A pesar de algunas menciones en Estacio y Marcial, la ciudad se hundió en un relativo olvido durante siglos. Fue en 1592, durante la construcción del canal del Sarno, que Pompeya salió de nuevo a la luz, aunque el redescubrimiento propiamente dicho no ocurrió hasta el siglo siguiente. Las excavaciones sistemáticas comenzaron en 1748 gracias a los estudios de diez años de Roque Joaquin de Alcubierre sobre la cercana Herculano. La antigua ciudad romana se encontró en un excelente estado de conservación, lo que ha permitido desenterrar un precioso testimonio del urbanismo y la civilización de la Antigua Roma. En 1997, junto con Herculano y Oplontis (Torre Annunziata), la Unesco declaró el sitio patrimonio de la humanidad.
En sus proximidades se levanta la actual ciudad de Pompeya.

## Toponimia

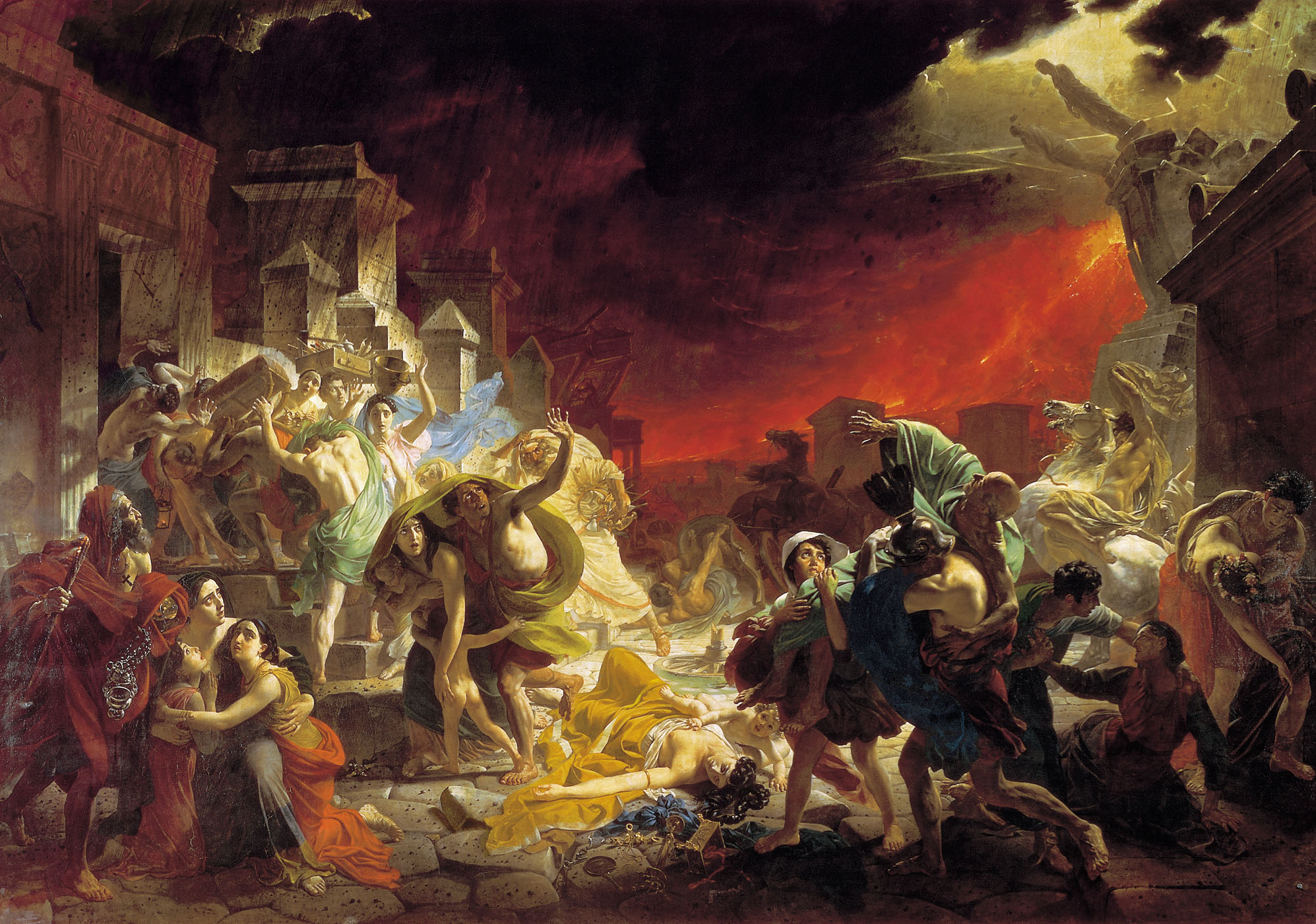
El último día de Pompeya, obra realizada por Karl Briulov entre 1830 y 1833. Óleo sobre tela de, exhibido en el Museo Estatal Ruso de San Petersburgo, Rusia.

El origen del topónimo Pompeii se presta a diferentes interpretaciones. Una de las principales es la que derivaría del término griego pémpo (expedir), debido a su importante papel de articulación comercial entre la costa y el interior dentro del contexto de la Magna Grecia, otra es la que vería el nombre de Pompeya derivar de las hazañas de su mitológico fundador, Hércules, el cual regresó de sus doce trabajos a pompa Herculis (es decir, “del triunfo de Hércules“), expresión de la cual derivaría el nombre de la ciudad.
Otra teoría también clásica hace derivar el nombre del osco pumpe (cinco), deduciendo que la ciudad se habría formado a partir de cinco aldeas. El geógrafo Estrabón, por su parte, propuso otra etimología al mencionar que Pompeya estaba situada cerca de un río que servía para «recibir las mercancías y expedirlas» (en griego, εκπεμπέιν, ekpempein).

## Historia

### Orígenes

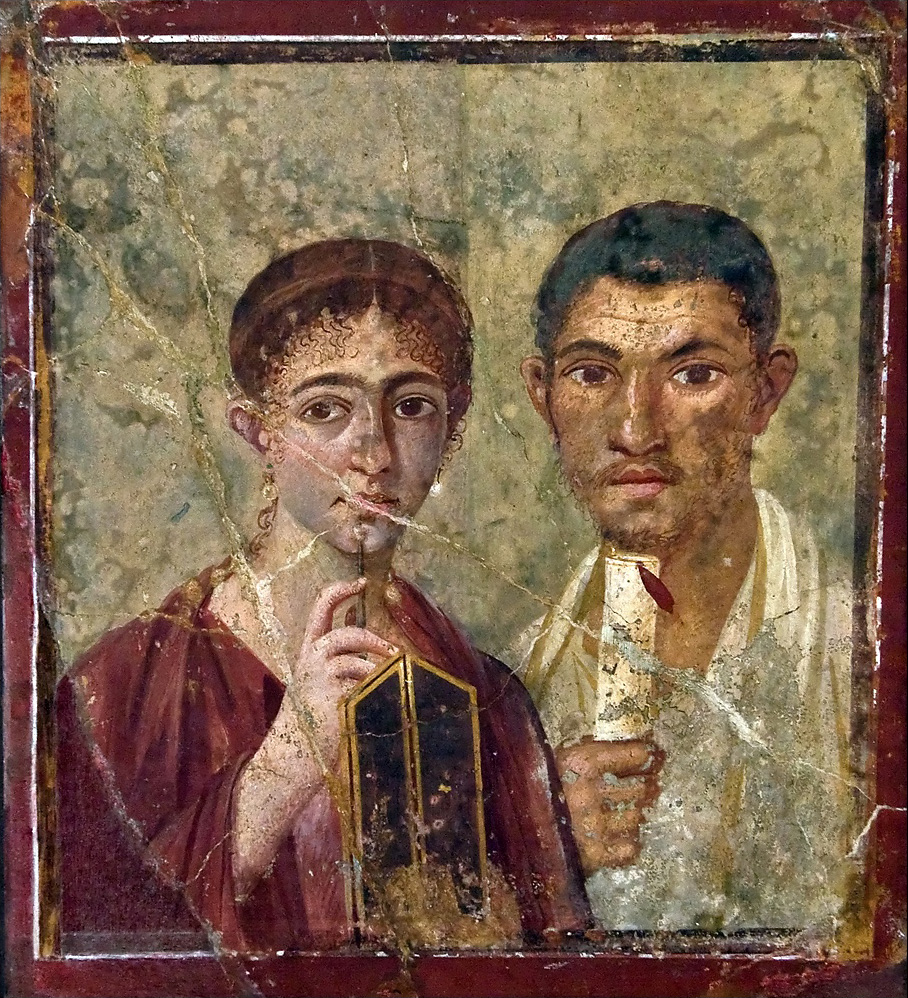
Retrato de Terencio Neo y su esposa, fresco hallado en Pompeya y hoy en el Museo Arqueológico Nacional de Nápoles. Es un buen ejemplo del cuarto estilo romano de pintura.

Los orígenes de Pompeya son discutidos. Los restos más antiguos hallados en la ciudad son del siglo IX a. C., aunque estos son de tal naturaleza que no demuestran que ya existiera un asentamiento allí. Como quiera que fuese, la mayoría de los expertos está de acuerdo en que la ciudad debía de existir ya en el siglo VI a. C. con las dimensiones que tenía en época histórica  y estar ocupada por los oscos, uno de los pueblos itálicos de la Italia centro-meridional, según confirma Estrabón en su Geografía.

### Dominio griego
Desde el siglo VIII a. C. habían existido colonias griegas en la región, destacando la importante ciudad de Cumas, al otro lado del golfo de Nápoles. Los etruscos se establecieron en la región alrededor del siglo VII a. C. y durante más de ciento cincuenta años rivalizaron con los griegos por el control de la zona. Se desconoce, sin embargo, la influencia real de estos pueblos en el origen y desarrollo posterior de la ciudad, ya que los datos arqueológicos no son concluyentes.

### Dominio samnita
A finales del siglo V a. C. los samnitas, otro pueblo itálico de lengua osca, invadieron y conquistaron toda la Campania. En este momento histórico hay una disminución drástica de la cantidad de materiales hallados en la ciudad, lo que induce a algunos arqueólogos a pensar que la ciudad pudo ser abandonada temporalmente. Si estuvo abandonada, lo fue brevemente, porque hasta la mitad del siglo IV a. C. la ciudad formó parte de la llamada confederación samnita y servía de puerto a las poblaciones situadas río arriba.
Los nuevos gobernantes impusieron su arquitectura y ampliaron la ciudad. Se cree que durante la dominación samnita, los romanos conquistaron la ciudad durante un corto periodo, pero esas teorías nunca han podido ser verificadas. Sea como fuere, se sabe que durante la época samnita la ciudad era gobernada por un magistrado (posiblemente también con poderes de administrador de justicia) que recibía el nombre de Medix Tuticus (en osco, meddís túvtiks).

### Romanización

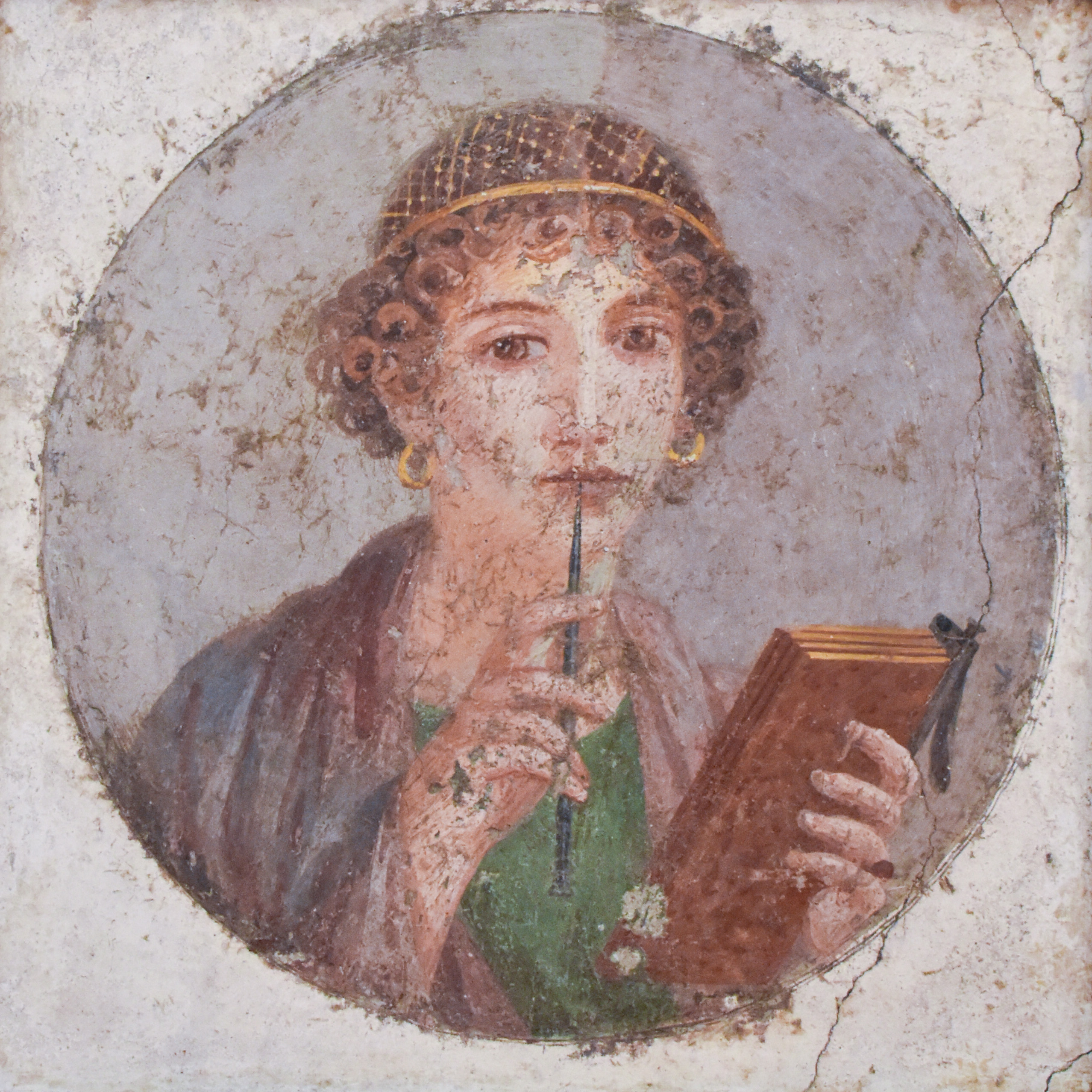
Fresco de Safo. Los bien conservados frescos de Pompeya son una muestra excelente de la cultura de la ciudad.

Pompeya, así como buena parte de las áreas circundantes de Campania, entró definitivamente en la órbita romana en calidad de ciudad aliada a principios del siglo III a. C., tras las guerras samnitas. La ciudad se transformó en un importante punto de paso de mercancías, que llegaban por vía marítima y que eran enviadas hacia Roma o hacia el resto del sur de Italia siguiendo la cercana vía Apia.
Abundantes noticias sobre la vida pública de Pompeya datan del siglo II a. C., cuando el aumento de la documentación escrita conservada permite saber que la ciudad estaba gobernada por un magistrado elegido anualmente y un consejo compuesto por exmagistrados. Esta forma de gobierno cambió a raíz de la participación de la ciudad, entre el 91 y el 89 a. C., en la guerra de los Aliados, emprendida contra los romanos por sus socii itálicos por no conceder aquellos la ciudadanía romana a estos. En el transcurro de la guerra, Sila sitió y tomó la ciudad en la primavera del 89 a. C. Tras la guerra Social, los pompeyanos, al igual que todos los demás itálicos, lograron obtener la plena ciudadanía romana por la lex Plautia Papiria, volviéndose definitivamente parte integrante de la Italia romana  con el estatuto de municipium.
Otro acontecimiento político significativo para Pompeya ocurrió en el 80 a. C. cuando Sila modificó la situación de la ciudad, haciéndola pasar de municipium a colonia para poder asentar a sus veteranos de las guerras griegas. La ciudad pasó a denominarse oficialmente Colonia Cornelia Veneria Pompeiana, donde «Cornelia» hace alusión al nomen de Sila y «Veneria» a Venus, su divinidad protectora.
Tras la reorganización administrativa de Italia promovida por Augusto, Pompeya estuvo incluida en la Regio I Latium et Campania hasta su destrucción.

### Eventos previos a la erupción volcánica

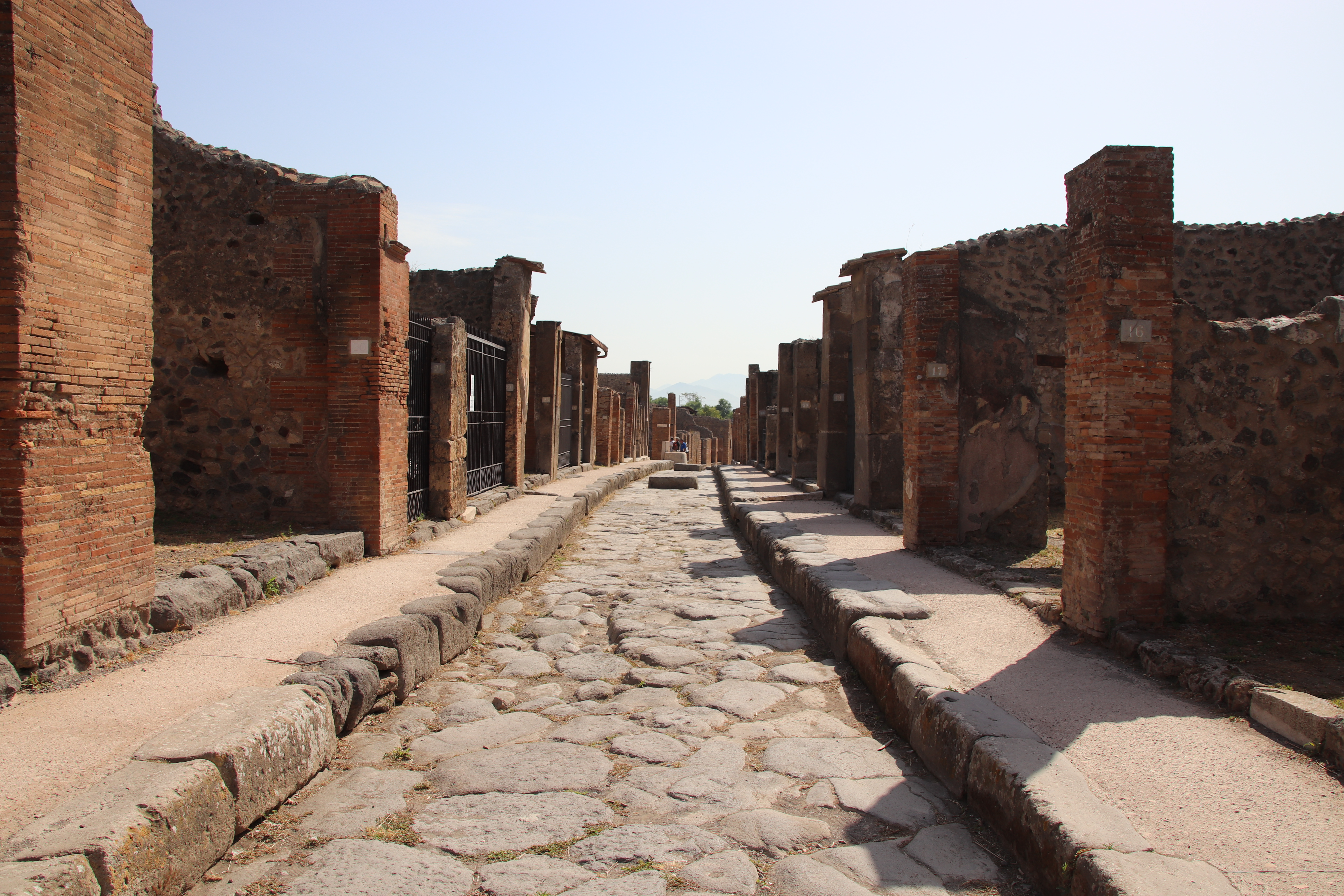
Via degli Augustali, una calle pavimentada

En el año 59 se produjeron serios disturbios en el anfiteatro de la ciudad entre los pompeyanos y unos visitantes de Nuceria, que tuvieron como resultado diversos muertos y heridos. El enfrentamiento fue de tal magnitud que llegó a oídos del emperador Nerón, que prohibió las exhibiciones de gladiadores en la ciudad durante diez años  y exilió a los promotores del espectáculo entre los que se encontraba Livineyo Régulo.
En el año 62, un fuerte terremoto dañó seriamente la ciudad. Según Tácito, «fue en gran parte destruida por un terremoto». En el periodo subsiguiente se emprendieron trabajos de restauración que todavía no habían concluido cuando el Vesubio entró en erupción. Había templos y lugares públicos en ruinas y varias cuadrillas de obreros reparando desperfectos en casas privadas. Esta situación pudo deberse a que el terremoto del año 62 dejó, en efecto, la ciudad casi destruida o a los trabajos de reparación de los desperfectos debidos a los pequeños seísmos previos a la erupción. Varios edificios conservan placas en honor a los ricos ciudadanos que ofrecieron su propio dinero para repararlos.

### Destrucción y desaparición histórica
El 24 de agosto de 79, la fecha tradicional para la erupción y avalancha piroclástica que destruyó Pompeya, aparece en el relato de Plinio el Joven. Sin embargo, esta fecha puede deberse a un error de transcripción durante la Edad Media, en la que había muchas posibilidades de que los números romanos fueran confundidos. Por tanto, algunos expertos opinan que en realidad tuvo lugar en otoño o invierno, dada la gran cantidad de frutos otoñales hallados entre las ruinas y el hallazgo de una moneda entre las que portaba una dama en su bolsa, cuya fecha de acuñación más temprana no debió ser anterior a septiembre de 79. De hecho, algunas excavaciones sugieren que ya había acabado la vendimia, la cual se realizaba en octubre. Algunos cuerpos también muestran túnicas y mantos gruesos, propios de un mes más frío, aunque no es un buen indicio de la estación del año.
En 2018, un equipo de arqueólogos descubrió una inscripción fechada dieciséis días antes de las calendas de noviembre en el antiguo calendario romano, es decir el 17 de octubre, por lo que, según su teoría, la erupción habría tenido lugar el 24 de octubre.

## Descubrimiento

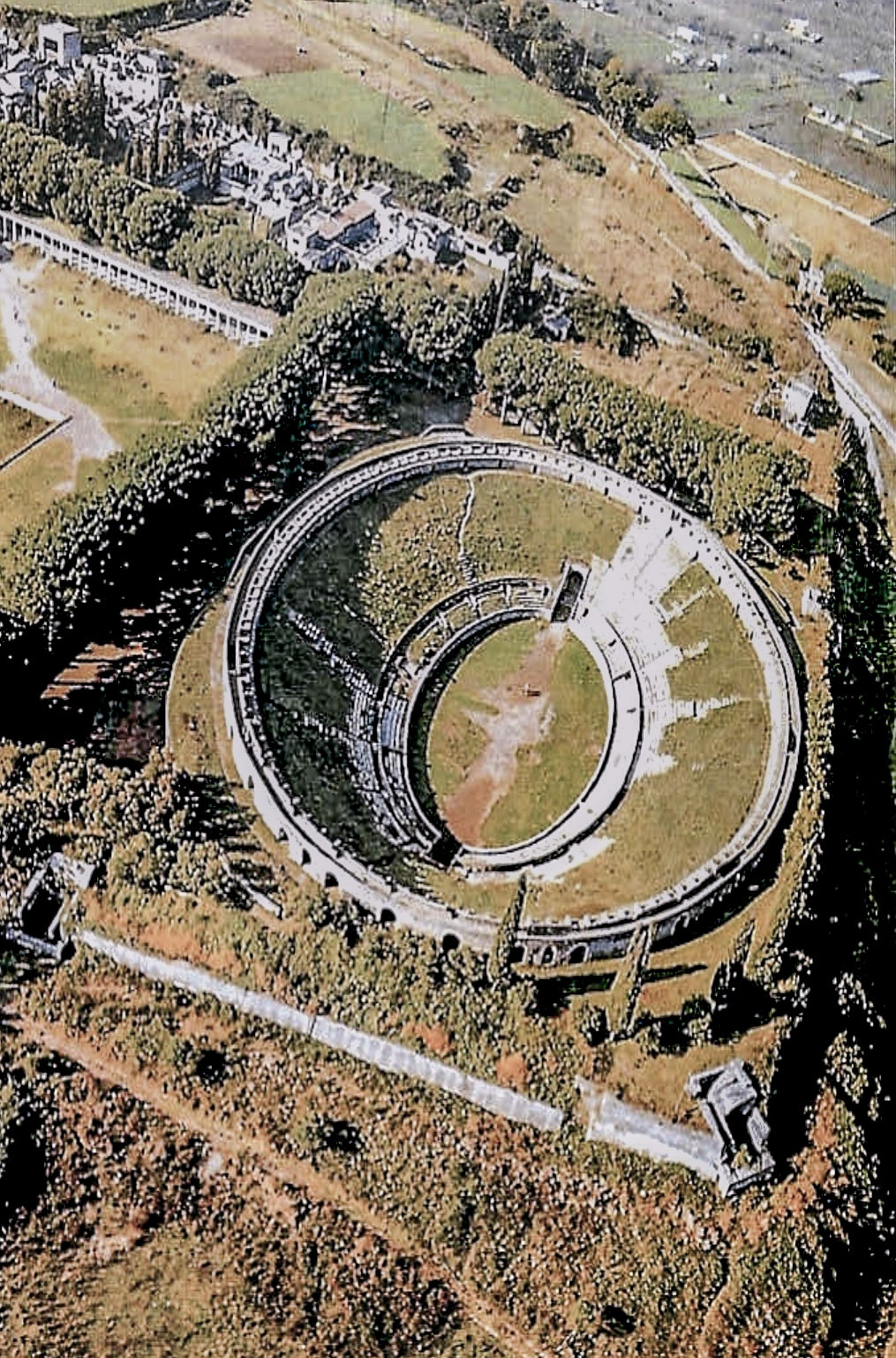
Vista aérea del anfiteatro romano de Pompeya.

Debido a las gruesas capas de ceniza que cubrieron las dos ciudades situadas en la base de la montaña, sus nombres y localizaciones exactas acabaron olvidados con los siglos. En 1710, el príncipe de Elboeuf, enterado del descubrimiento de mármol trabajado en las proximidades, procedió a explorar, mediante pozos y túneles, lo que hoy sabemos constituía Herculano. Tuvo la gran suerte de descubrir el antiguo teatro -el primer ejemplar romano completo jamás encontrado- pero estaba interesado, sobre todo, en obras de arte para su colección. Las extrajo sin llevar ninguna clase de registro de su localización. A imitación de Elboeuf, la búsqueda de Herculano continuó de un modo un poco más sistemático en 1738 por Roque Joaquin de Alcubierre, y Pompeya en 1748, bajo el mecenazgo del rey y la reina de Nápoles, Carlos de Borbón y María Amalia de Sajonia, pero hicieron poco más que extraer antiguas obras maestras con las que embellecer el palacio real.
Herculano está parcialmente enterrada entre 15 y 18 m de profundidad en un manto de ceniza y material piroclástico y solo se ha descubierto un 4% de la urbe, mientras que Pompeya estaba bajo una capa de ceniza de 6-7 m de profundidad promedio.

## Historia de los trabajos arqueológicos

### Del redescubrimiento a la Segunda Guerra Mundial
El descubrimiento tuvo lugar en el año 1592, cuando el arquitecto Fontana estaba excavando un nuevo curso para el río Sarno. Pero hubo que esperar ciento cincuenta años antes de que se iniciara una primera campaña para desenterrar las ciudades. Hasta esa fecha, se asumía que Pompeya y Herculano se habían perdido para siempre.
Se ha sostenido la teoría (sin demostrar) de que Fontana inicialmente encontró algunos de los famosos frescos eróticos y, escandalizado debido a la estricta moral reinante en su época, los enterró de nuevo en un intento de censura arqueológica. Excavadores posteriores plasmaron en sus informes que los lugares en los que estaban trabajando habían sido desenterrados y enterrados de nuevo con anterioridad. El rey Carlos VII de Nápoles, más conocido como Carlos III de España, intervino como patrono y visitante frecuente de los primeros trabajos, entre 1759 y 1788. Las primeras actividades no eran con interés arqueológico sino con el afán de buscar piezas valoradas y tesoros supuestamente ocultos.
Posteriormente, fue el ingeniero director de los primeros trabajos sobre Pompeya y Herculano el aragonés Roque Joaquín de Alcubierre, durante una treintena de años buscador de esculturas y objetos artísticos para las colecciones reales, hoy preservadas en los grandes museos de Madrid, Roma y Nápoles.
Desde entonces, ambas villas fueron excavadas con criterios cada vez más científicos y no ya como meros cofres de tesoros, revelando numerosos edificios intactos, así como pinturas murales.
El foro, los baños, muchas casas y algunas villas permanecieron en un sorprendente buen estado de conservación. A poca distancia de la ciudad se descubrió un albergue de 1000 m² que hoy en día se conoce como "Gran Hotel Murecino".
Las ruinas fueron objeto de varias campañas de bombardeo por parte de los Aliados en 1943, que destruyeron buena parte del Teatro Grande y del foro, así como algunas casas (como la casa de Trebio Valente), que fueron convenientemente restauradas una vez finalizada la Segunda Guerra Mundial. Varias bombas lanzadas por los aliados continúan en el recinto arqueológico sin explotar.

### Efectos del cataclismo sobre la urbe

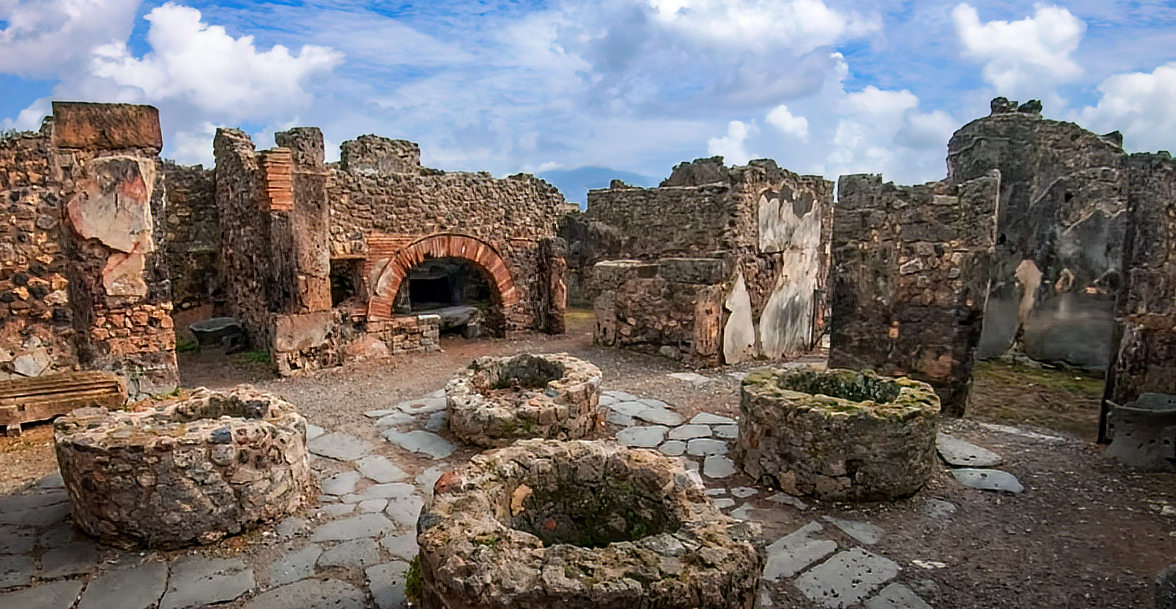
Las ruinas de una panadería pompeyana.

Una importante área de las investigaciones se centra en las estructuras que estaban siendo restauradas durante la erupción, presumiblemente dañadas en el terremoto del año 62. Algunas de las pinturas antiguas dañadas pudieron ser cubiertas con nuevos frescos, y se utilizan modernos instrumentos para analizar las pinturas ocultas. La razón más probable por la cual esas estructuras todavía estaban siendo reparadas diecisiete años después del terremoto era la creciente frecuencia de pequeños temblores que precedieron a la erupción, como se puede extraer de las palabras de Plinio el Joven, único testigo cuyas noticias nos han llegado: «Durante muchos días antes hubo temblores de tierra».
Prueba de la tremenda actividad sísmica en la zona de Pompeya es que, en las cercanías de la actual Porta Marina, se han hallado restos de un embarcadero, si bien algo más abajo en dirección al mar se han encontrado más edificaciones romanas. Así pues, la línea de costa tuvo que cambiar considerablemente en los últimos siglos de la ciudad, aunque no se sabe exactamente dónde estaría el puerto en sus últimos años de historia.
Aunque la ciudad de Pompeya se ha conservado en un estado envidiable bajo la capa de cenizas, hay que tener en cuenta que durante la erupción los edificios vivieron un fenómeno muy parecido a un bombardeo, motivo por el cual la mayoría de los tejados se vinieron abajo y muchas edificaciones grandes se hallaron gravemente arruinadas.
Durante las excavaciones, ocasionalmente eran hallados huecos en la ceniza que habían contenido restos humanos. Algunos estudios fisiológicos modernos del proceso de muerte en los restos petrificados indica que la mayoría de las víctimas murieron instantáneamente por golpes súbitos de temperatura de entre trescientos y seiscientos grados al ser alcanzados por el flujo piroclástico y no por una larga agonía por asfixia bajo las cenizas, como se creyó hasta entonces. Este descubrimiento basado en hechos científicamente probados sugiere que el cataclismo fue de mayor magnitud que lo que se creía.
En 1860, el arqueólogo italiano Giuseppe Fiorelli sugirió rellenar estos huecos con yeso, obteniendo así moldes que mostraban con gran precisión el último momento de vida de los ciudadanos que no pudieron escapar a la erupción. En algunos de ellos la expresión de terror es claramente visible. Otros se afanan en tapar su boca o la de sus seres queridos con pañuelos o vestidos tratando de no inhalar los gases tóxicos, y alguno se aferra con fuerza a sus joyas y ahorros. Tampoco falta quien prefirió ahorrarse el tormento quitándose la vida, conservándose su cuerpo junto a pequeñas botellas que contenían veneno. Los perros guardianes siguen encadenados a las paredes de las casas de sus amos, al igual que los gladiadores del anfiteatro, en este último caso, acompañados de una misteriosa mujer cargada con todas sus joyas de gala.
El número actual de víctimas detectadas es de unos 2000 individuos, y es de esperar que aparezcan muchas más en las partes de la ciudad que todavía no han sido excavadas.

### Pompeya en la actualidad
Pompeya se ha convertido en un destino turístico popular de Italia. Actualmente es parte del parque nacional del Vesubio, más amplio, y fue declarada Patrimonio de la Humanidad por la Unesco en el año 1997. Las «zonas arqueológicas de Pompeya, Herculano y Torre Annunziata» se registraron con el código conjunto de 829 y las siguientes localizaciones, todas ellas en la Ciudad metropolitana de Nápoles, región de Campania:
| Código  | Nombre                                     | Localidad        | Coordenadas                                      |
| ------- | ------------------------------------------ | ---------------- | ------------------------------------------------ |
| 829-001 | Pompeya                                    |                  | 40°45′04″N 14°29′10″E / 40.75111, 14.48611       |
| 829-002 | Villa de los Misterios (Villa dei Misteri) | Pompeya          | 40°45′14.5″N 14°28′40.7″E / 40.754028, 14.477972 |
| 829-003 | Herculano                                  |                  | 40°48′20″N 14°20′52″E / 40.80556, 14.34778       |
| 829-004 | Villa de los Papiros (Villa dei Papiri)    | Herculano        | 40°48′32″N 14°20′37″E / 40.80889, 14.34361       |
| 829-005 | Teatro de Herculano                        |                  | 40°48′30.0″N 14°20′51.4″E / 40.808333, 14.347611 |
| 829-006 | Villa Popea                                | Torre Annunziata | 40°45′25.4″N 14°27′09.2″E / 40.757056, 14.452556 |
| 819-007 | Villa B                                    | Torre Annunziata | 40°45′22.6″N 14°27′22.6″E / 40.756278, 14.456278 |

Para combatir los problemas relacionados con el turismo, el cuerpo rector de Pompeya, la Soprintendenza Archaeological di Pompei emitió entradas combinadas para permitir a los turistas visitar también ciudades como Herculano y Estabia así como la Villa Popea, con la finalidad de animar a los visitantes a ver estos lugares y reducir la presión sobre Pompeya. Las ruinas de Pompeya recibieron 2 571 725 visitantes en 2007.
La Superintendencia Especial para el Patrimonio Arqueológico de Pompeya, Herculano y Estabia se convirtió por ley en 2017 en el Parque Arqueológico de Pompeya, institución dependiente del Ministerio de Cultura dedicada a la protección, conservación y uso público de la zona arqueológica de Pompeya y del Antiquarium de Boscoreale, el castillo de Lettere, el Parque Arqueológico de di Longola — Poggiomarino, Reggia del Quisisana — Castellammare di Stabia, y las áreas arqueológicas de Oplontis — Torre Annunziata, de Stabiae — Castellamare di Stabia y de Villa Regina — Boscoreale, además del Ex Real Polverificio borbonico — Scafati (Salerno).
Pompeya es también una fuerza directriz detrás de la economía de la vecina ciudad de Pompeya. Muchos residentes tienen empleos en el negocio del turismo y la hostelería, sirviendo como conductores de autobús o taxi, o camareros. Las ruinas pueden alcanzarse simplemente caminando desde la ciudad moderna a través de varias entradas, hay aparcamientos para coches y las entradas son también accesibles para los turistas a través de una línea férrea desde la ciudad moderna, o en una línea de tren privada, la Circumvesuviana, que va directamente al lugar antiguo.
Las excavaciones en el lugar han cesado, en general, debido a una moratoria impuesta por el superintendente del lugar, profesor Pietro Giovanni Guzzo. Además, el lugar está menos accesible a los turistas, con menos de un tercio de los edificios abiertos en la década de 1960 disponibles actualmente para la visita pública. Esto se debe a los incesantes trabajos de mantenimiento para evitar el deterioro de la parte ya descubierta. Aparte de derrumbes y usos inadecuados, cada año, al menos 150 m² de frescos y trabajos de enlucido se pierden por falta de mantenimiento.
Aun así, los hallazgos continuaron sucediendo durante trabajos de mantenimiento y preservación, como en agosto de 2018, cuando se encontró un palacio en la zona "Regio V"; el palacio está decorado con frescos característicos del primer estilo.

## Un testimonio único

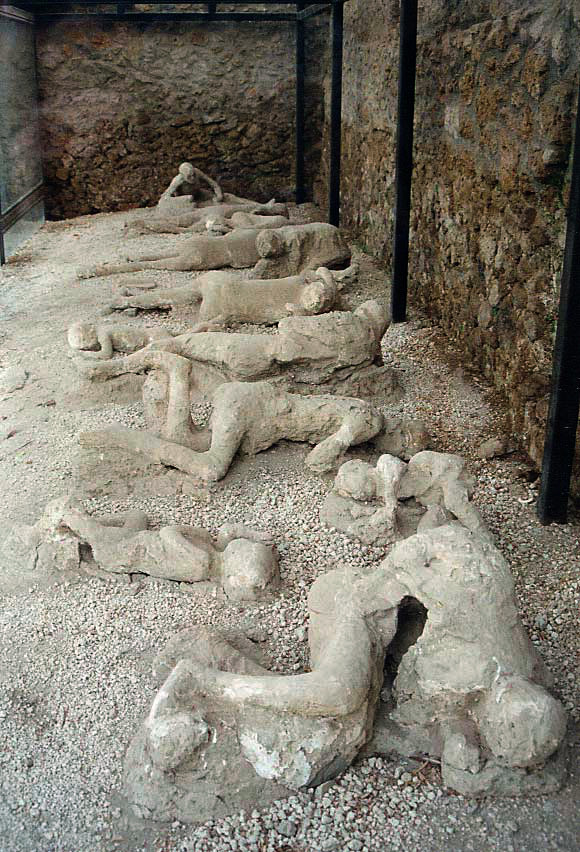
Jardín de los fugitivos.

La ciudad ofrece un cuadro de la vida romana durante el siglo I. El momento inmortalizado por la erupción evidencia literalmente hasta el mínimo detalle de la vida cotidiana. Por ejemplo, en el suelo de una de las casas (la de Sirico), una famosa inscripción Salve, lucrum (‘Bienvenido, dinero’), quizás con intención humorística, nos muestra una sociedad comercial perteneciente a dos socios, Sirico y Numiano, aunque este último bien podría ser un apodo, ya que nummus significa «moneda». En otras casas abundan los detalles sobre diversos oficios, como los trabajadores de la lavandería (fullones). Así mismo, las pintadas grabadas en las paredes son muestras del latín coloquial empleado en la calle.
Sin embargo, no hay que pensar que la ciudad que se excava en la actualidad quedó congelada en el momento de la erupción. La población de Pompeya en el año 79 se calcula entre diez y quince mil personas, mientras que hasta ahora solamente se han encontrado unos dos mil cadáveres. Además, muchos de los edificios están destruidos pero extrañamente vacíos, lo que hace pensar que gran parte de la población habría huido ya durante los terremotos y explosiones que precedieron a la gran erupción, recordando, quizás, el gran terremoto del año 62 y, por tanto, es de presumir que se habrían llevado con ellos una parte de sus objetos de valor. Se explican así, además, la ubicación de algunos tesoros que se han hallado en la ciudad, haciendo presumir que algunos ciudadanos de los que huyeron, los escondieron para recuperarlos cuando los problemas pasaran. Por último, existen varias pruebas de que la ciudad fue saqueada, ya fuere por sus antiguos habitantes o por otras personas, durante los meses e incluso los años siguientes, a fin de recuperar sus pertenencias o llevarse los materiales valiosos, para lo cual excavaron túneles entre las cenizas endurecidas.
En el año de la erupción se calcula que la población de Pompeya era de unas quince mil personas como máximo. La ciudad estaba situada en una zona donde abundaban las villas vacacionales, y contaba con numerosos servicios: el macellum (gran mercado de alimentos), el pistrinum (molino), los thermopolia (una especie de taberna que servía bebidas frías y calientes), las cauponae (pequeños restaurantes), y un anfiteatro. La Campania era una fértil región agrícola desde antiguo. En el pequeño pero activo puerto de la ciudad, los excedentes agrícolas eran cargados y enviados a Roma y otras grandes ciudades, y sus vinos eran especialmente apreciados.
En 2002, un importante descubrimiento en la desembocadura del río Sarno reveló que en el puerto también había viviendas, muchas de ellas palafitos con un sistema de canales, que sugieren una cierta similitud con Venecia.

## Urbanismo

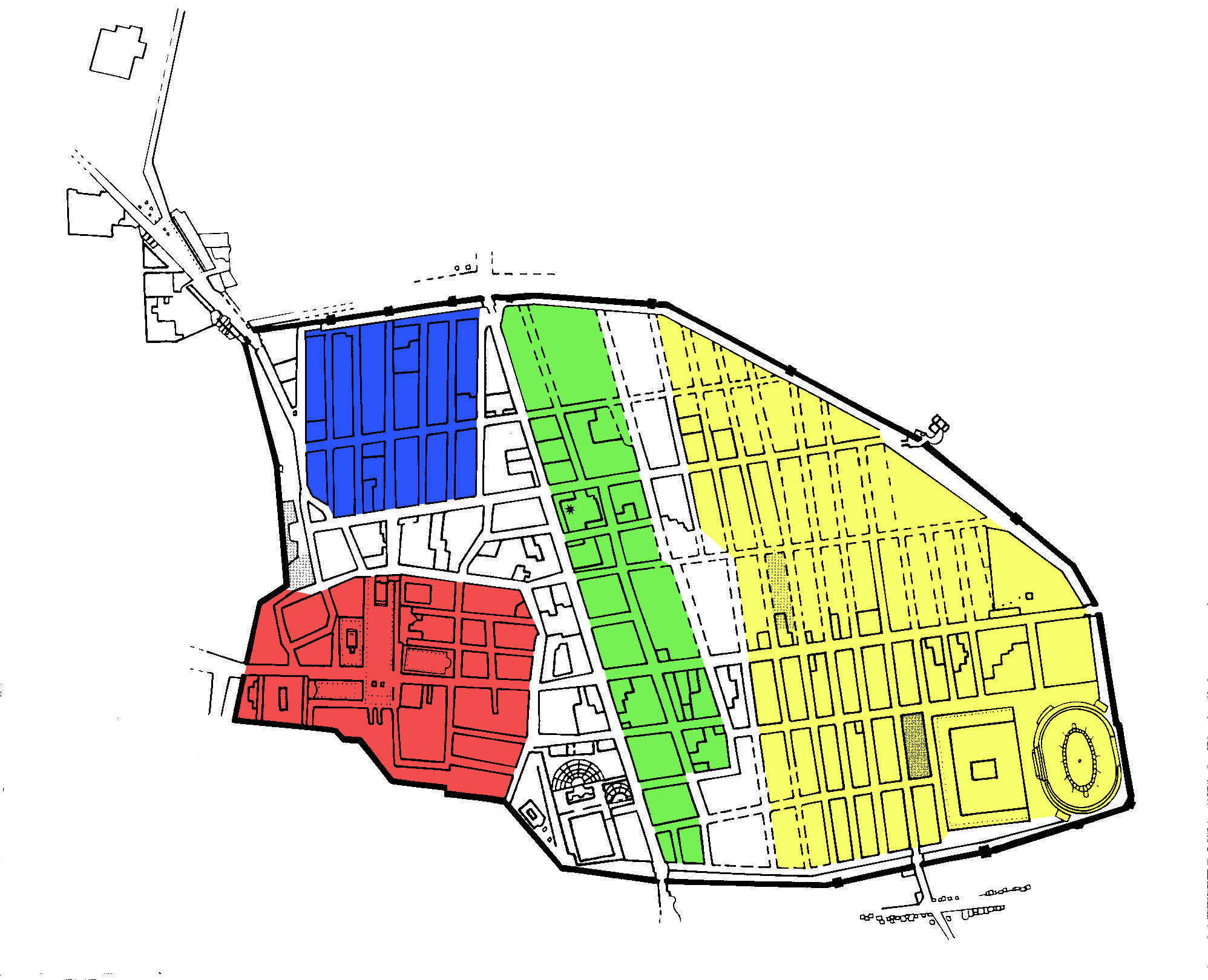
Las fases de desarrollo de la ciudad
Fundación osca
1.ª expansión
2.ª expansión
3.ª expansión

Pompeya es la única ciudad antigua cuya estructura topográfica se conoce de forma precisa, sin modificaciones posteriores. No estaba distribuida en un plano regular como solía ocurrir con las ciudades romanas, debido a las irregularidades del terreno. Pero sus calles eran rectas y formaban una rejilla al más puro estilo romano, con su cardo y dos decumanos. El sector sudoeste, no obstante, presenta un trazado muy irregular, y es el núcleo original del asentamiento osco, al que se le fueron añadiendo las diversas ampliaciones con un trazado mucho más regular. El trazado de la muralla ya estaba definido en el siglo VI a. C. y probablemente también el de las principales calles, aunque incluso en el año 79 permanecían en la ciudad, especialmente en el sector oriental, numerosos descampados y cultivos, que muestran que el espacio intramuros nunca estuvo muy densamente poblado.
Los actuales nombres de las calles y puertas de la ciudad datan en su mayoría de los siglos XVIII y XIX, ya que no se han conservado los nombres originales si es que llegaron a tener en época romana. Por una inscripción se deduce que la actual Via Stabiana debió llamarse Via Pompeiana. La misma inscripción alude a una Via Iovia y Via Dequviaris que no se han identificado. En cuanto a las puertas, la actual Porta Herculanensis (Puerta de Herculano) llevaba el nombre de Porta Salis o Saliniensis (Puerta de la Sal, por las salinas próximas a la puerta) y la Porta Marina (Puerta del Mar) se llamaba probablemente Porta Forensis (Puerta del Foro), por ser la más cercana al foro de la ciudad.
Actualmente para localizar los edificios en el plano se usa el sistema ideado por Giuseppe Fiorelli, que dividió la ciudad en nueve regiones, cada una de ellas con un número identificativo para cada manzana y, dentro de cada manzana, para cada puerta.

## Restos arqueológicos

### Foro

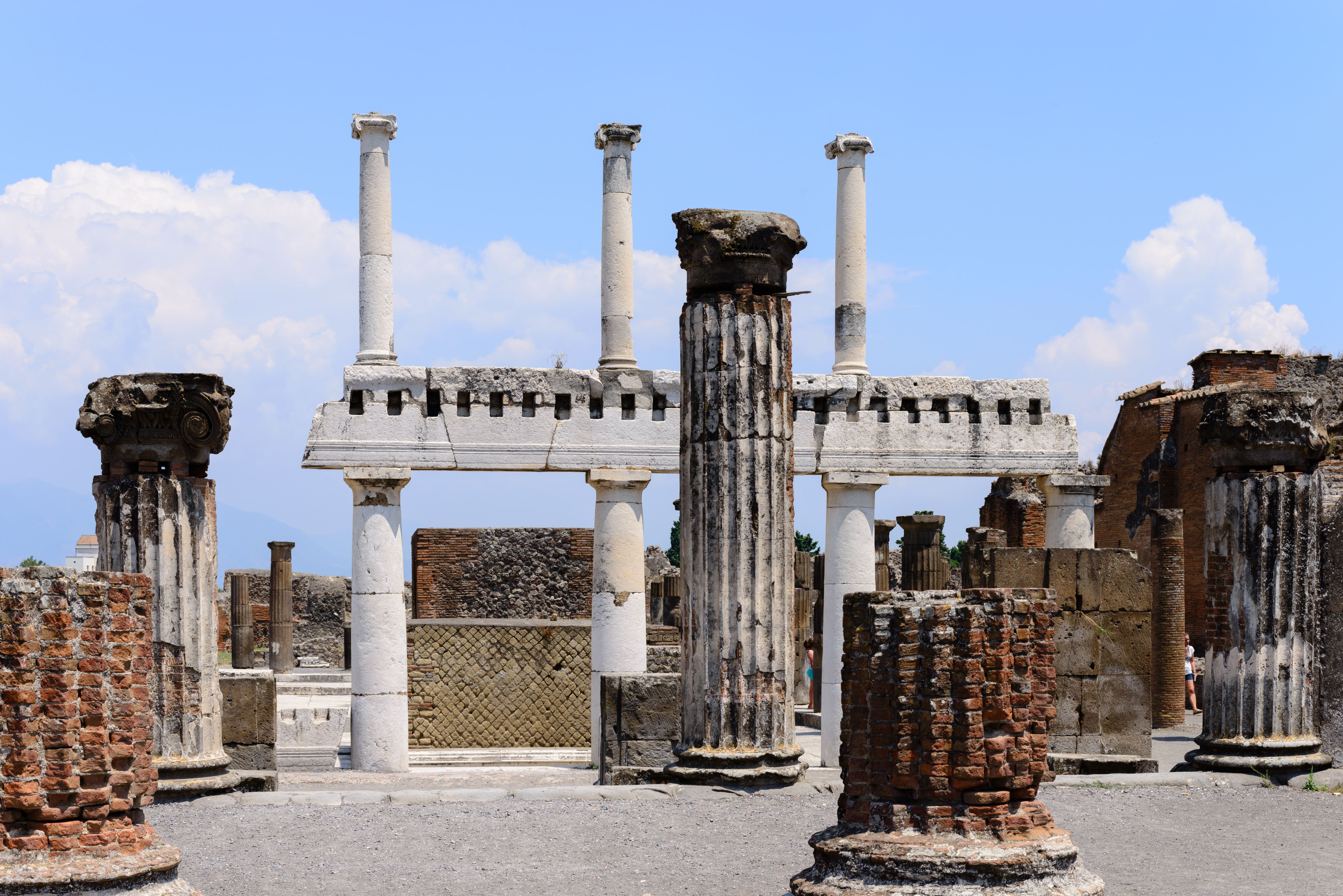
Entrada a la basílica en el Foro de Pompeya

El foro, como en toda ciudad romana, era el centro cívico y el corazón de la vida comercial de Pompeya. Era un amplio espacio abierto con forma rectangular rodeado en tres de sus lados por una columnata y en el otro por el Templo de Júpiter, con varios edificios públicos importantes en torno a él.
Constaba de un área libre de 145 m de longitud por 38 m de anchura, estaba pavimentada en piedra. En ella se erguían estatuas conmemorativas del emperador, de miembros de su familia o de ciudadanos locales de alguna importancia.
Era típico ver en el foro mesas o banquetas donde los vendedores exponían sus productos al público; se colocaban en los bordes de la zona libre, junto a las columnatas y cuando llovía se trasladaban a los corredores, unos pasillos que estaban techados donde la gente paseaba y solía negociar.
Al foro se accedía mediante una gran puerta de bronce, dentro del foro no se permitía la circulación de carruajes.
En el foro había tablillas expuestas al público donde se escribían noticias importantes de la época, como el resultado de las últimas elecciones o la fecha de algún espectáculo, e incluso había gente que aprovechaba para exponer sus quejas o para hacer publicidad de su establecimiento. Un ejemplo encontrado de ellos sería: "Macerior ruega al edil que prohíba a la gente hacer ruido en la calle y moleste a las personas decentes que están durmiendo".

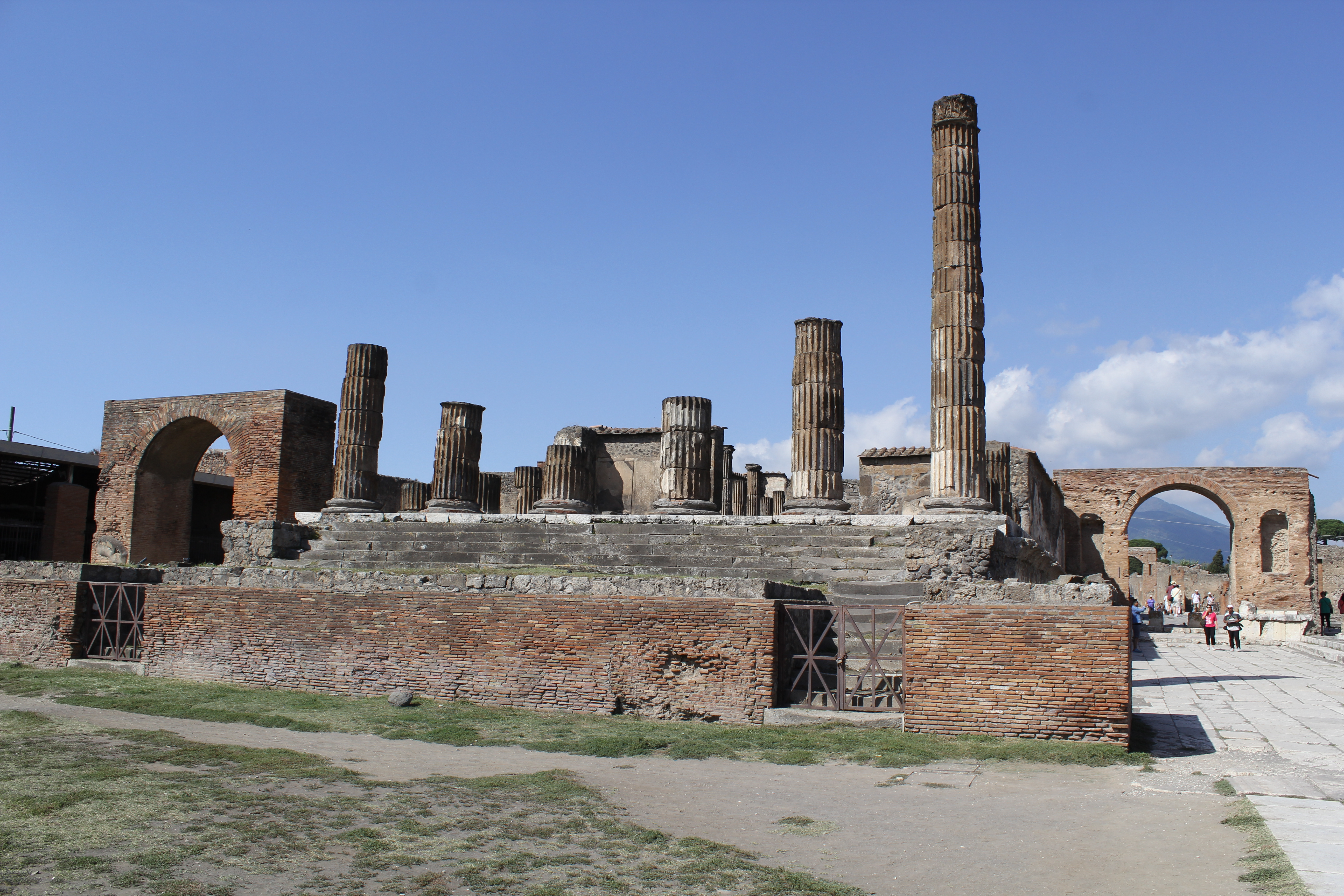
Templo de Júpiter
El templo de Júpiter cierra la plaza del Foro en el lado norte. Si bien en su origen fue solo dedicado a Júpiter, después del año 80 a. C. fueron también veneradas en él las diosas Juno y Minerva, formando así la llamada tríada capitolina que era la protectora de Roma y el imperio. El templo fue construido en el siglo II a. C., fue gravemente dañado por el terremoto del año 62 d. C. y estaba siendo restaurado al momento de la erupción del Vesubio.
Macellum

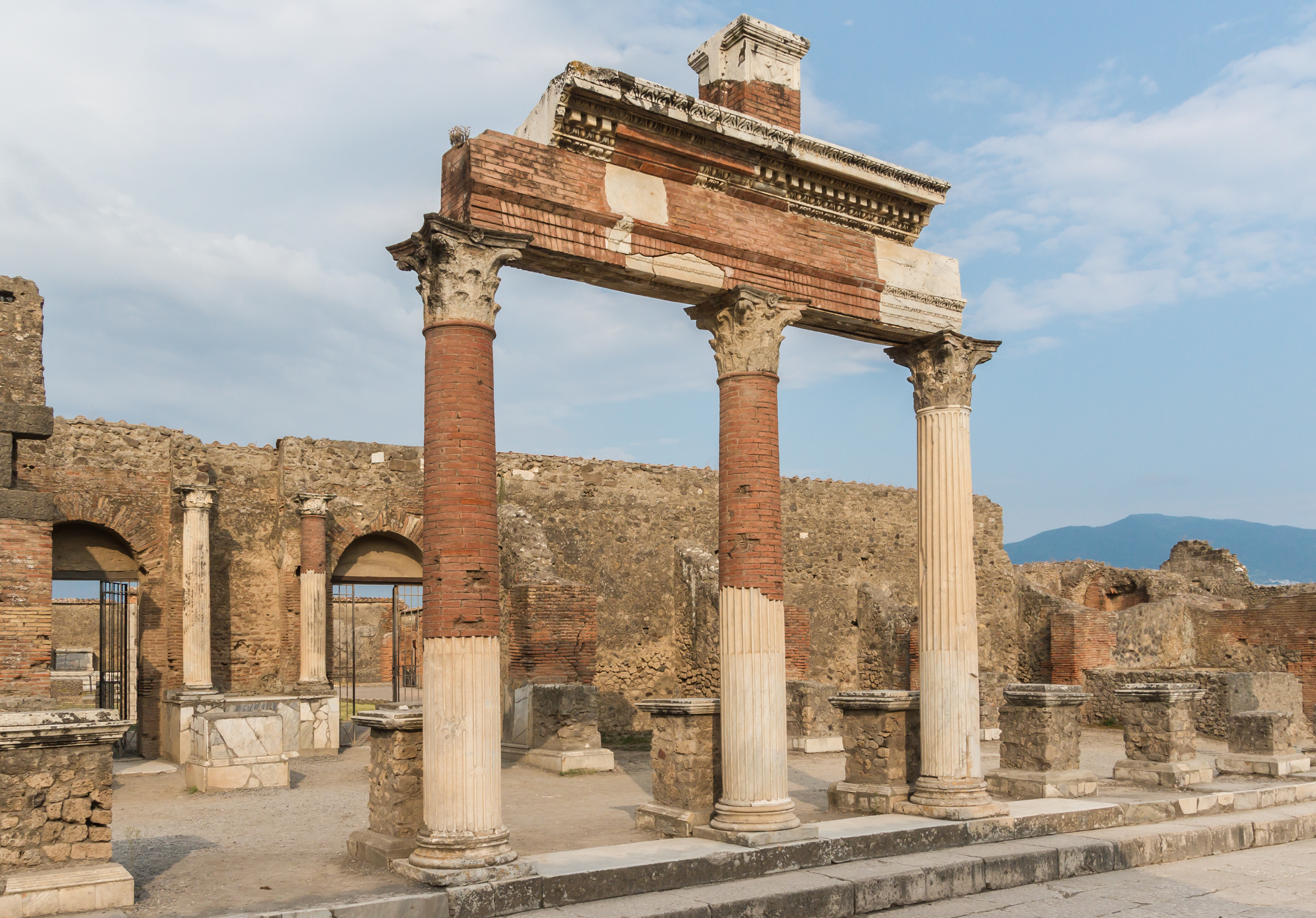
Columnas de entrada al Macellum de Pompeya, un mercado de alimentos de la ciudad.

El Macellum era el gran mercado de alimentos, dotado con una fuente de agua en el centro donde se lavaban los pescados. Fue construido ya en la época del Imperio.
Edificio de Eumaquia

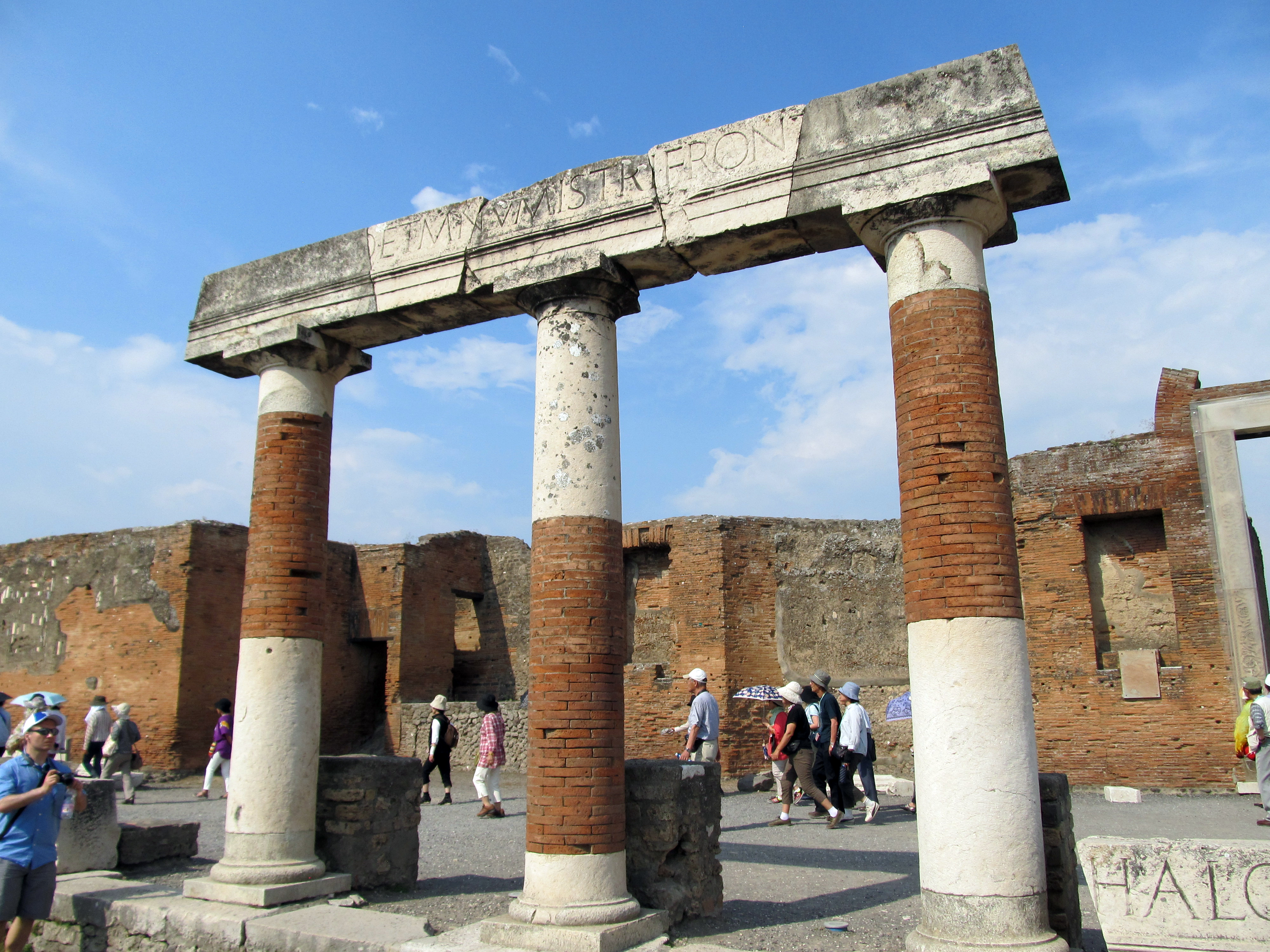
Pórtico del edificio de Eumaquía, que albergaba al gremio de tintoreros y lavanderos.

Este edificio albergaba al gremio de tintoreros y lavanderos, toma su nombre de la sacerdotisa Eumaquia que patrocinó su construcción y fue dedicado a la Concordia y a la Piedad Augusta, así como a Livia, esposa del emperador Augusto, tal como reza una inscripción en el arquitrabe del pórtico.
Lamentablemente, esta construcción sufrió grandes daños durante el terremoto del año 62, y los trabajos de restauración no estaban muy avanzados cuando ocurrió la erupción del Vesubio.
En el patio fue hallada la estatua de Eumaquía que hoy se encuentra en el Museo Arqueológico Nacional de Nápoles.
Basílica

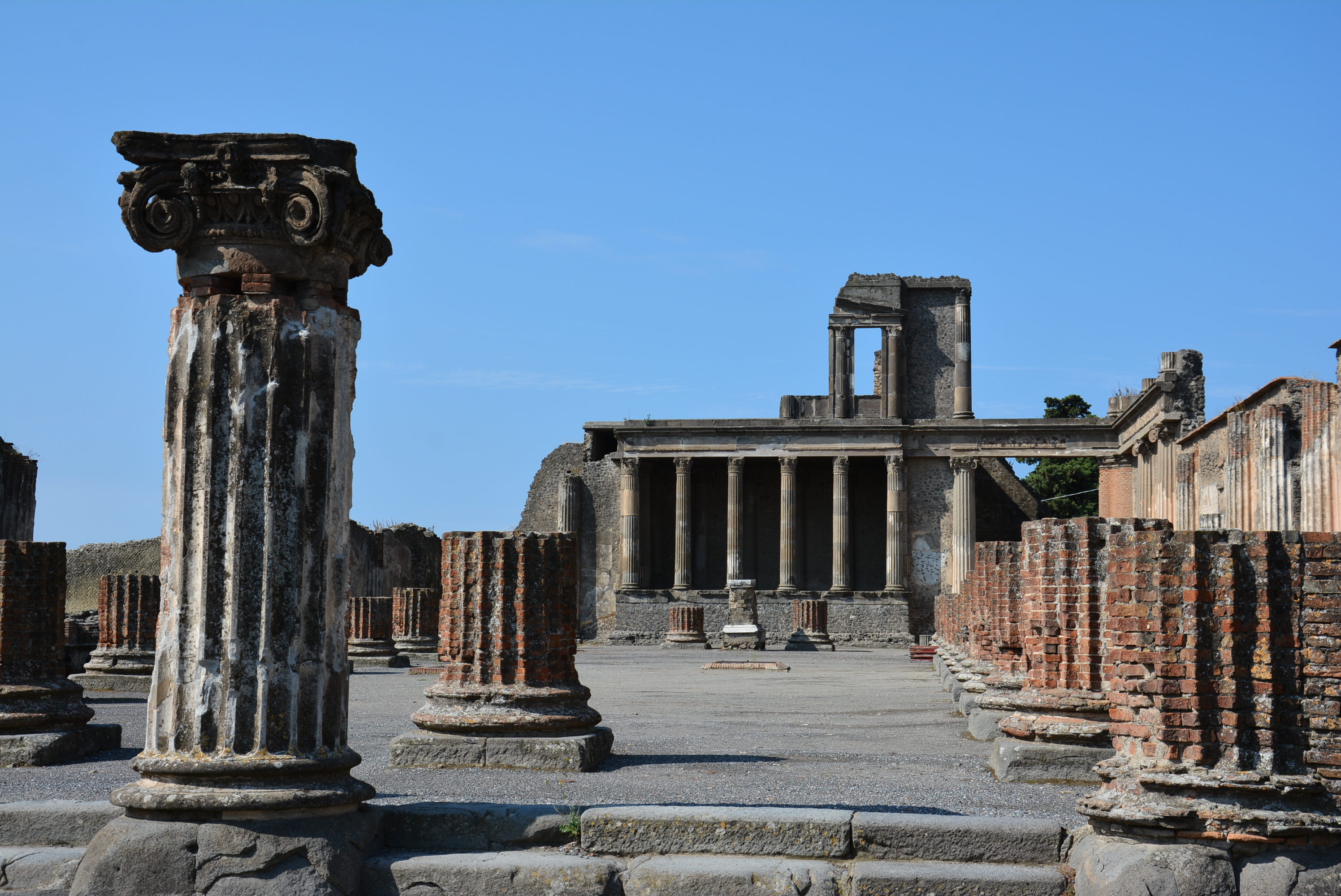
La Basílica

La basílica de Pompeya era la sede de la administración de justicia y, junto con el Foro, constituía el edificio más importante de la ciudad. Tenía cinco puertas que abrían hacia el Foro, que daban paso a tres naves internas. La época de la fundación se calcula hacia el 120 a. C.

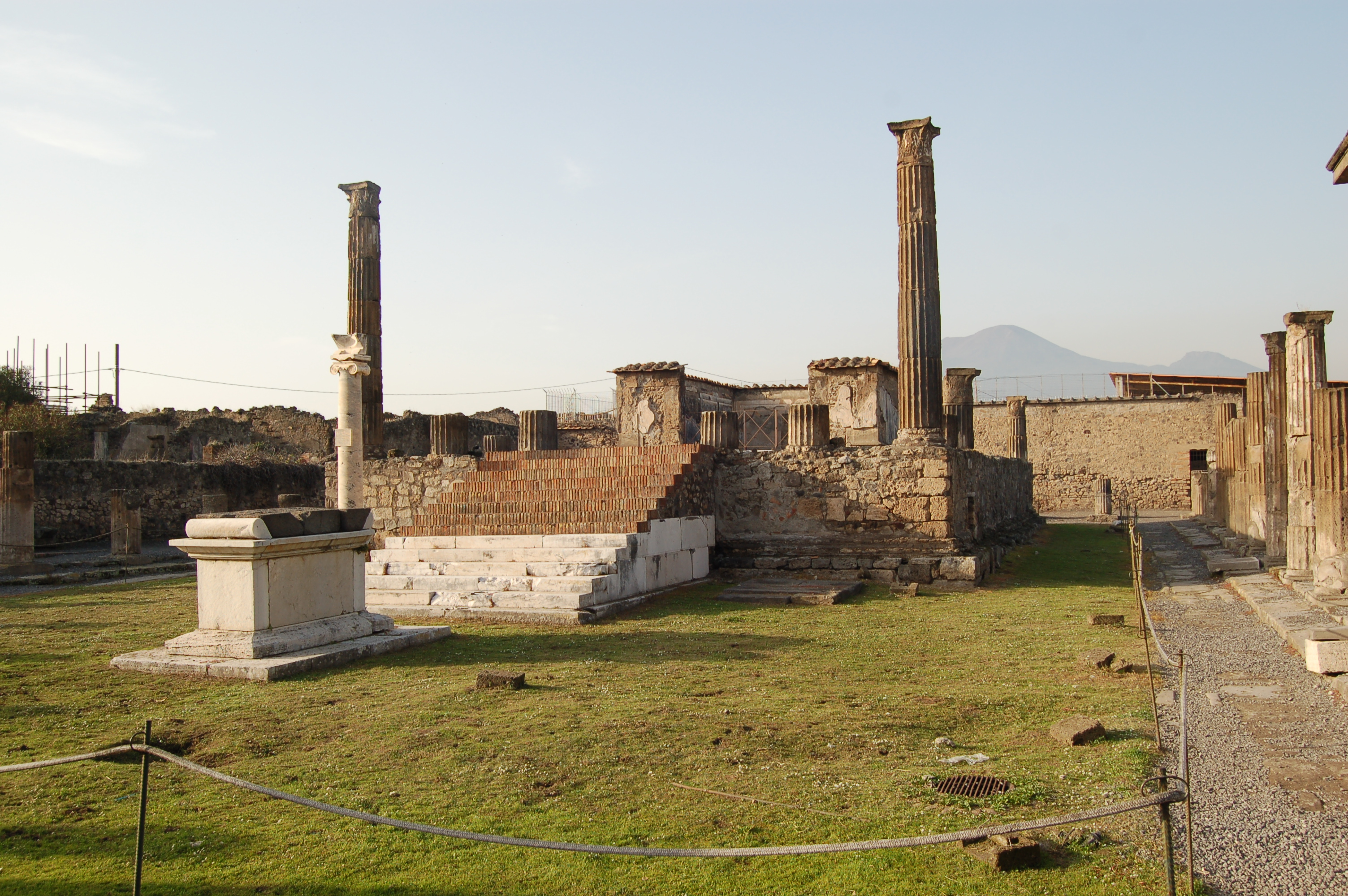
Templo de Apolo
Frente a la basílica se encuentra el templo de Apolo, dentro de una amplia zona delimitada por un cuadripórtico con 48 columnas. La cella está situada en un podium típicamente itálico rodeado por una columnata corintia con seis columnas en su parte frontal. A los pies de la escalinata se encuentra una ara fabricada en travertino, cuya inscripción se remonta a la época de Sila, cuando Pompeya pasó directamente al dominio de Roma. A la izquierda, según se mira la cella, se halla una columna jónica en mármol gris y por encima de esta se aprecia un reloj de sol.
El culto al dios Apolo, importado de Grecia, estaba muy difundido en la región de Campania. En Pompeya, como lo han demostrado las investigaciones realizadas en el área de este templo, se remonta al siglo VI a. C., si bien su aspecto actual se debe a una remodelación del siglo II a. C. y una restauración posterior al terremoto de 62, que al momento de la erupción aún no se había terminado.
Se supone que además de Apolo, de quien se encontró una estatua en el acto de arrojar una flecha, otras divinidades eran veneradas en este recinto: Diana cazadora y Mercurio.
Templo de los Lares
Al lado del macellum se encontraba una amplia construcción de la misma época, identificada como el templo de los Lares Públicos, es decir, de las divinidades tutelares de la ciudad, a las cuales había sido dedicado después del terremoto que había aterrorizado a los pompeyanos.

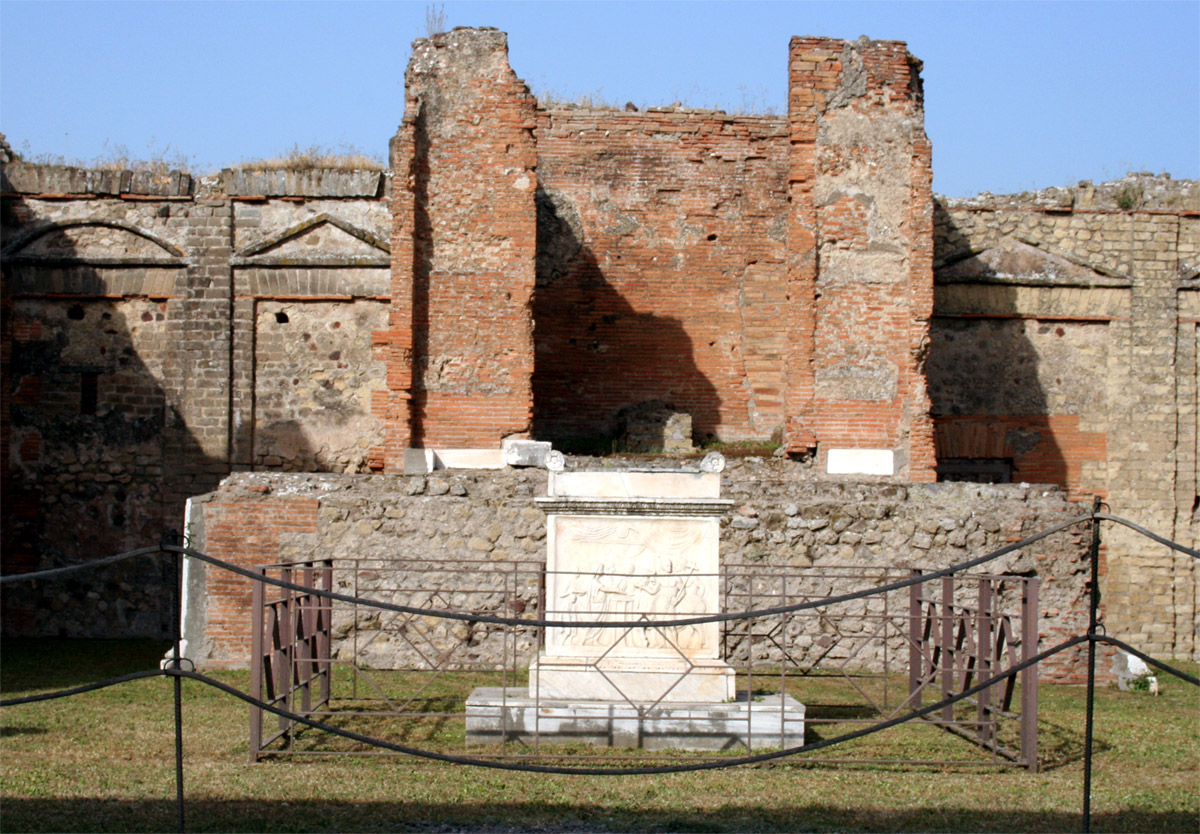
Templo de Vespasiano
Inmediatamente después del templo de los Lares se encontraba el templo de Vespasiano, con un altar de mármol esculpido que representa la escena de un sacrificio.

### Otros templos y lugares de culto
Foro triangular

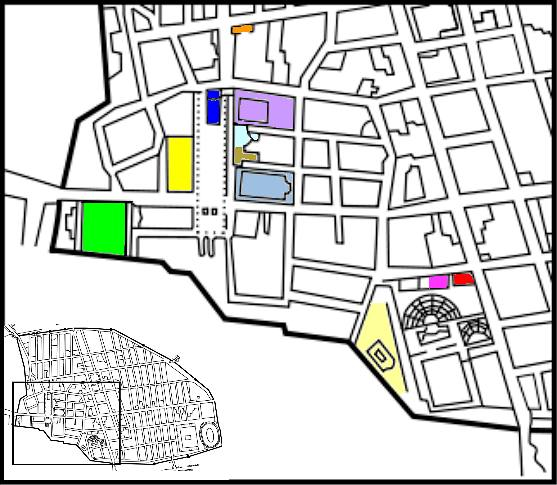
Los edificios religiosos
Templo de Venus
Templo de Apolo
Templo de Júpiter
Macellum
Templo de los Lares
Templo de Vespasiano
Edificio de Eumaquia
Foro Triangular
Templo de Isis
Templo de Júpiter Meliquios
Sin información

Se trata de una antigua área sagrada de forma triangular, situada en una pequeña colina desde la que se aprecia una vista panorámica de la costa. Se accede a la plaza por el vértice norte del triángulo mediante un elegante pórtico precedido por seis columnas jónicas.
En la parte anterior del pórtico se encuentra la base sobre la que se colocaba una estatua honoraria de M. Claudio Marcelo, nieto de Augusto. El edificio que determinó la creación de esta área sagrada es un templo muy antiguo, del siglo VI a. C. Originalmente dedicado a Hércules, considerado por los habitantes de Pompeya como el fundador de su ciudad, también se dedicó más tarde al culto de Minerva.

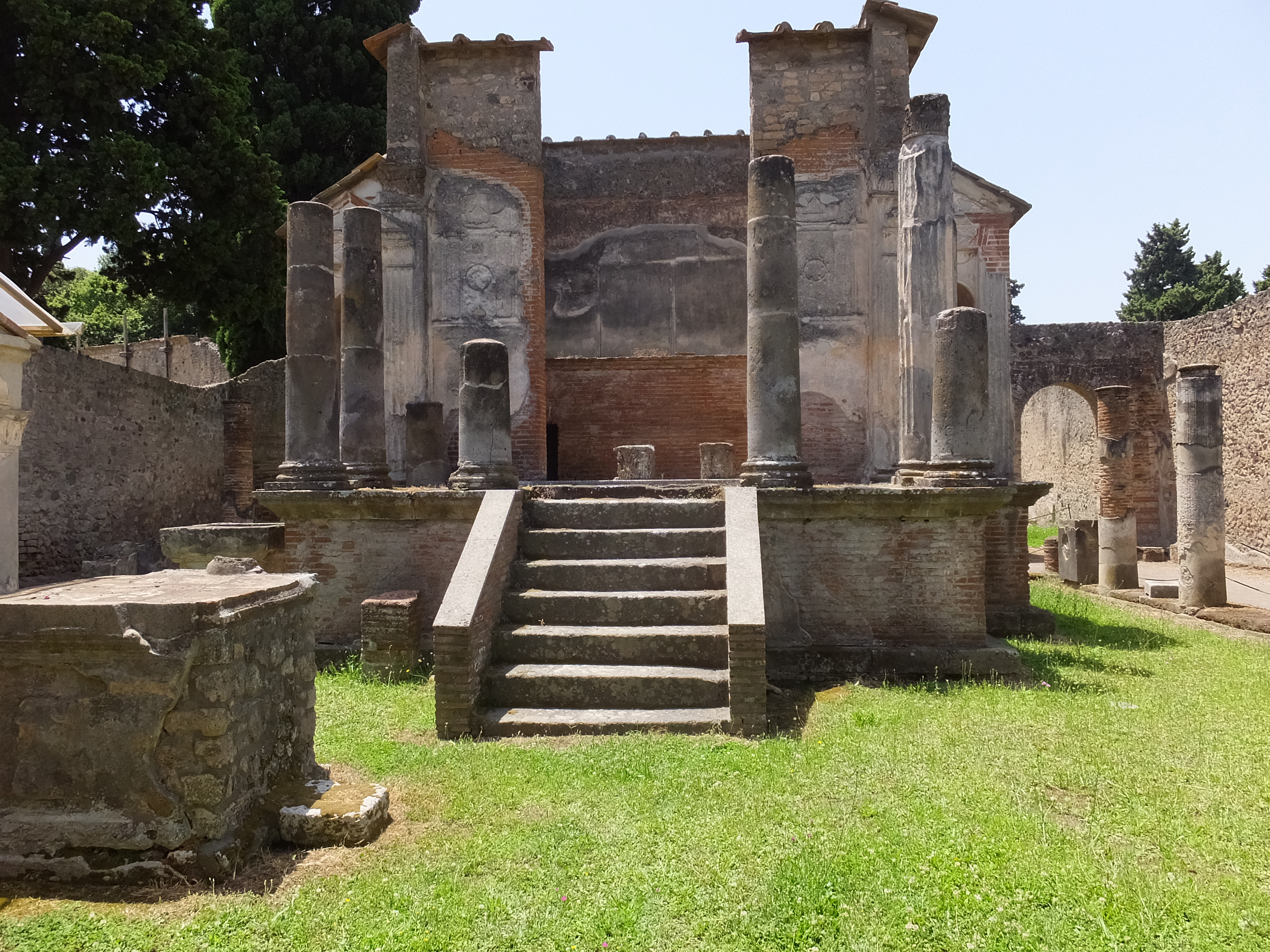
Templo de Isis
Levantado a finales del siglo II a. C. y destruido casi por completo por el terremoto del año 62 d. C., fue rápidamente reconstruido. Integrado en la parte central de un cuadripórtico con columnas estucadas y decoradas con pinturas, el templo se eleva sobre un alto podium según el esquema del templo itálico con una escalinata lateral. Al lado de la cella existen dos hornacinas destinadas a dos estatuas de Anubis y Harpócrates, el hijo de Isis, respectivamente.
En la parte trasera del templo se levantan pequeños edificios entre los que figura la sala destinada a las reuniones isíacas o Ecclesasterion; junto al ara se encuentra el Purgatorium con un hueco subterráneo que conservaba agua del Nilo utilizada en las ceremonias de purificación.
Templo de Venus
El templo de Venus se encontraba al sudoeste del foro y disfrutaba de vistas al mar. En el momento de la erupción el edificio estaba en obras, aunque parece que la nueva construcción iba a superar considerablemente en tamaño a la previa.

### Termas
Termas estabianas

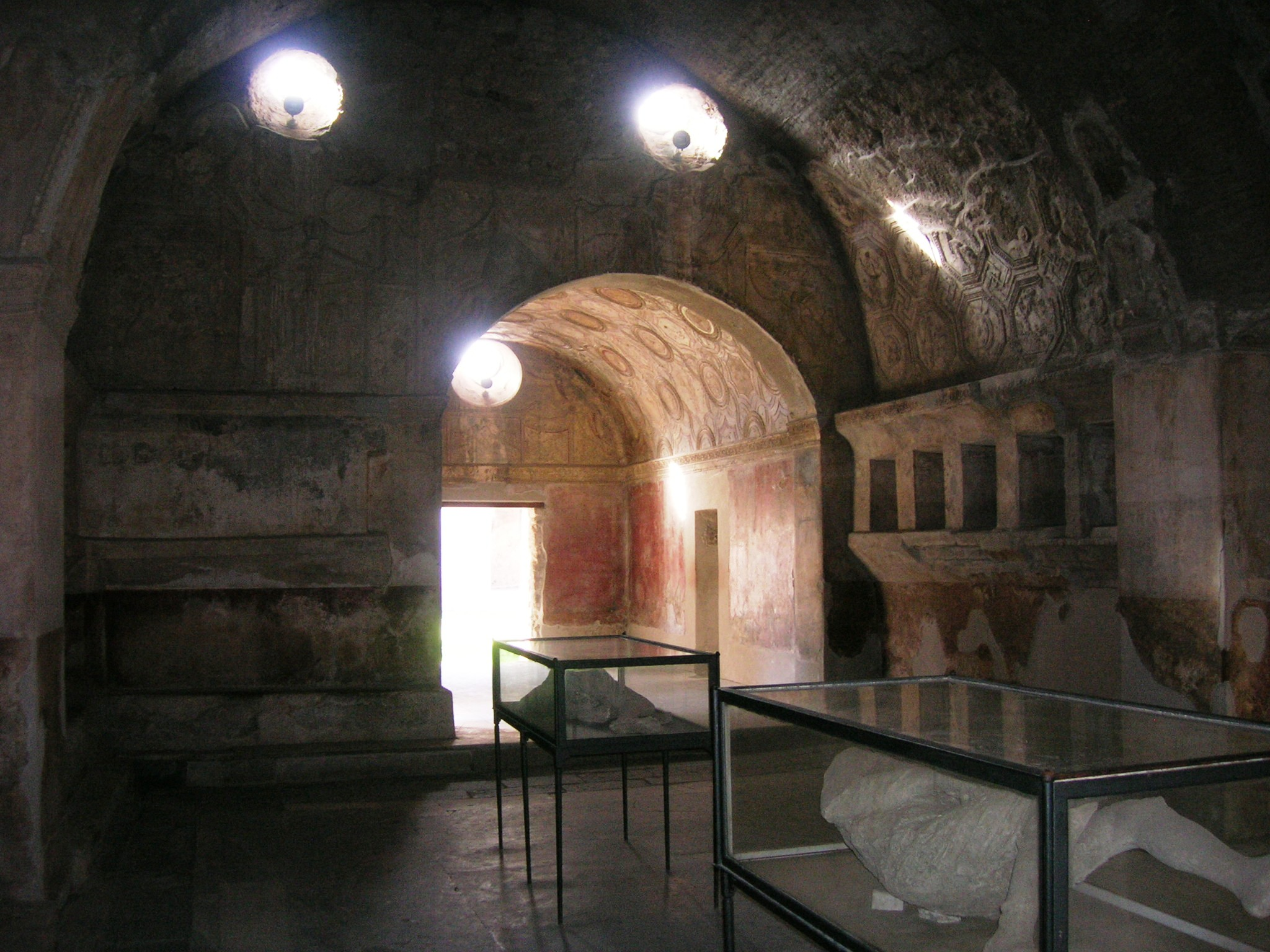
El apoditerio (vestuario) de las Termas estabianas

Las termas Estabianas se encuentran en el cruce de la Vía Estabiana (Via Stabiana) y la de la Abundancia (Via dell'Abbondanza) y son las más antiguas de la ciudad, del siglo IV a. C. Las termas muestran signos de sucesivas restauraciones, la última de ellas tuvo lugar después del terremoto del año 62. Estaba compuesta por una sección masculina y otra femenina. Tenía un sofisticado sistema de calefacción mediante hipocaustum: el aire caliente circulaba bajo el piso y entre las paredes.
Tanto la sección masculina como la femenina estaban compuestas por un vestuario (apodyterium), una sala con piscina de agua fría (frigidarium), una sala templada (tepidarium) y una sala (caldarium), dotada de una bañera para agua caliente y de una fuente para abluciones con agua tibia. Además había otros ambientes, algunos anexos al gimnasio (palestra) y una gran piscina para nadar al aire libre.
En la palestra de las termas existía un reloj de sol que tenía más de doscientos años en el momento de la erupción y conservaba una inscripción en osco que recordaba que lo había pagado el ayuntamiento con el dinero obtenido de las multas.
Termas del foro
Las termas del foro, si bien no son las más grandes de la ciudad, son de mucho interés debido a la elegante decoración y el excelente estado de conservación del caldarium y del tepidarium de la sección masculina.
Dos corredores permiten, en el caso de las termas para hombres, el paso al apodypterium de donde se pasa al frigidarium, en cuyo centro se encuentra una bañera circular para los baños fríos; y al tepidarium, decorado con fino estuco de la mitad del siglo I a. C. Allí se conserva un gran brasero que servía para calentar el ambiente, donado por Marco Nigidio Vacula (Marcus Nigidius Vaccula). Del tepidarium se accede directamente al ambiente para baños cálidos, el caldarium con aire caliente que pasaba por el interior de las paredes dobles.
Esta habitación está dotada de dos bañeras: el alveus, de forma rectangular, para los baños calientes, y el labrum, con agua fría.
Termas centrales
Las termas centrales fueron ampliadas después del terremoto del año 62 y para el 79 aún no estaban completamente terminadas. Eran exclusivas para hombres, carecían de frigidarium, pero tenían un servicio del que carecían las otras termas: el laconicum, un ambiente para baños de vapor con aire caliente y seco. Este complejo, por la luminosidad y amplitud de los ambientes, su gran gimnasio y la excelente calidad del material de construcción, no tenía nada que envidiar a las termas de las grandes ciudades, incluida Roma.
Termas suburbanas

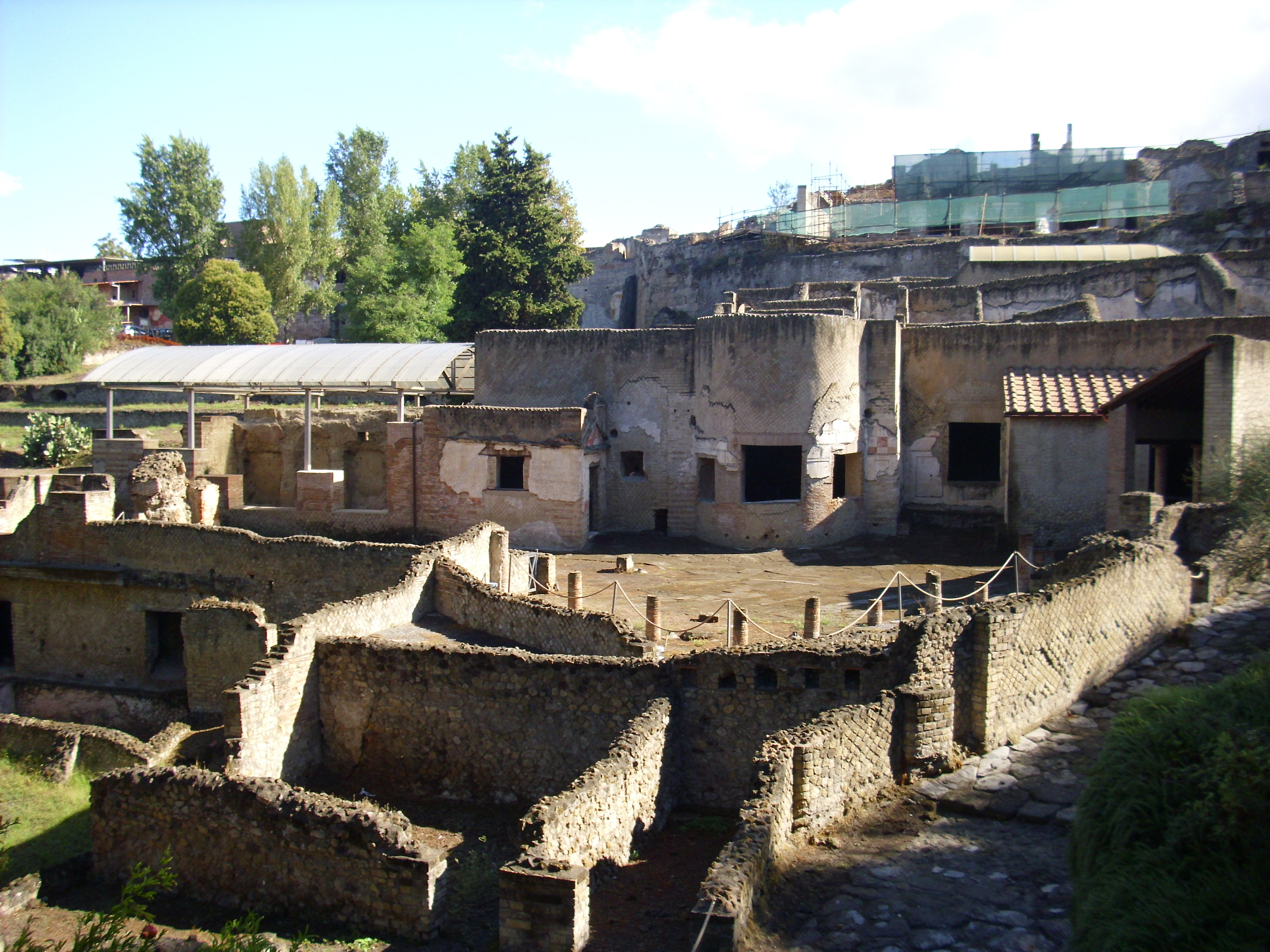
Pompeya - Termas suburbanas

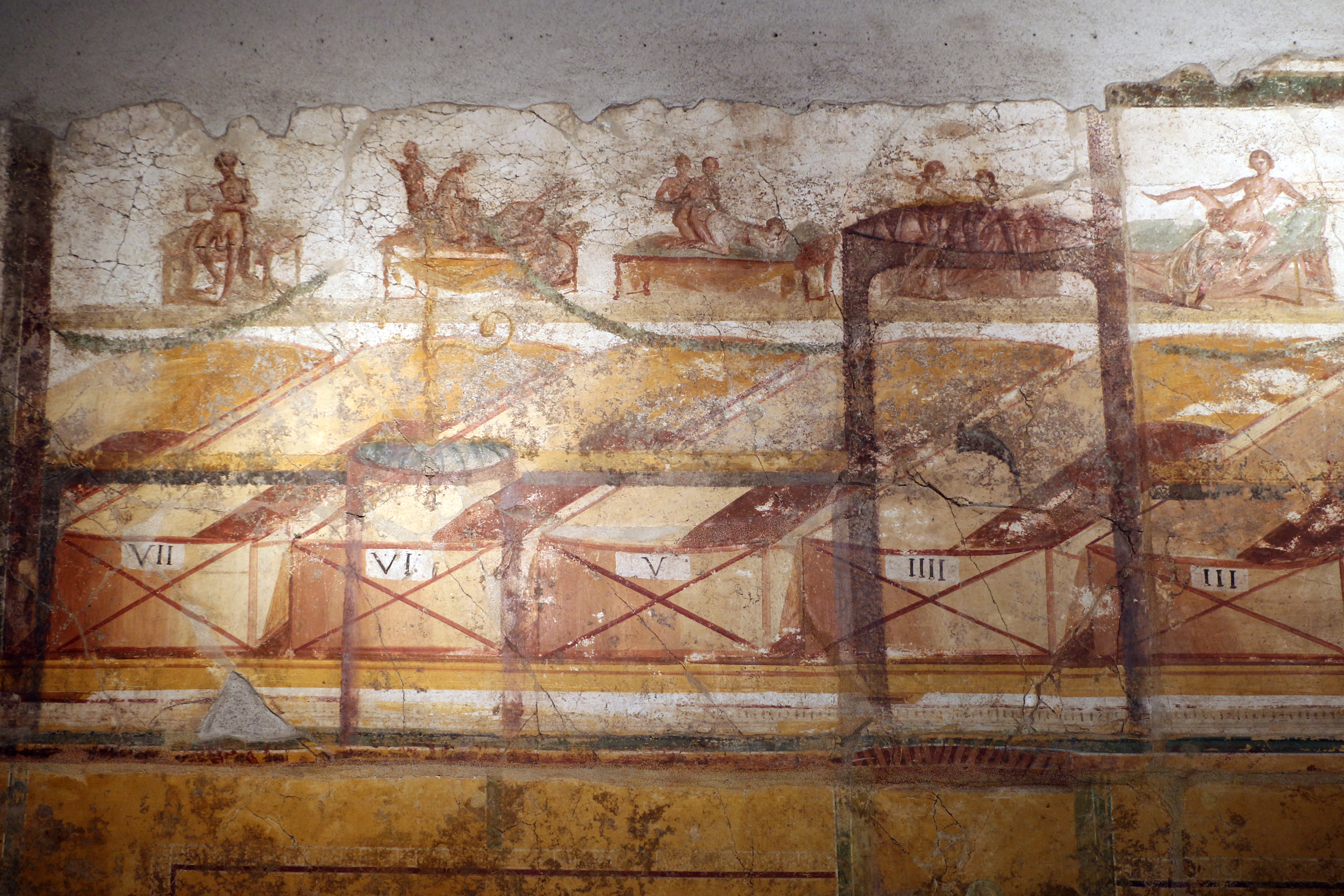
Frescos eróticos en el apoditerio de las Termas Suburbanas.

Las llamadas termas suburbanas son una construcción privada del siglo I que estuvieron bajo un edificio de locales y viviendas. Están extramuros de la ciudad, cerca de la Porta Marina, y son famosas por las pinturas de su vestuario que muestran diversas escenas sexuales.

### Instalaciones deportivas y de ocio
Palestra Samnita
La palestra Samnita se encuentra detrás del Teatro Grande. Está rodeada de un pórtico dórico, en el que se encontró una copia del Doríforo de Policleto en buen estado de conservación.
Palestra Grande
La palestra Grande es un extenso edificio rectangular, de 141 x 107 m, situado al lado del anfiteatro. Estaba dedicado a las actividades gimnásticas y se construyó en época imperial.
En el centro hay una piscina (natatio) de 34,55 x 22,25 m, con el fondo en pendiente (desde un metro a 2,60) a fin de ofrecer a los nadadores la posibilidad de disfrutar de diversas profundidades de agua.

### Edificios para espectáculos
Teatro Grande

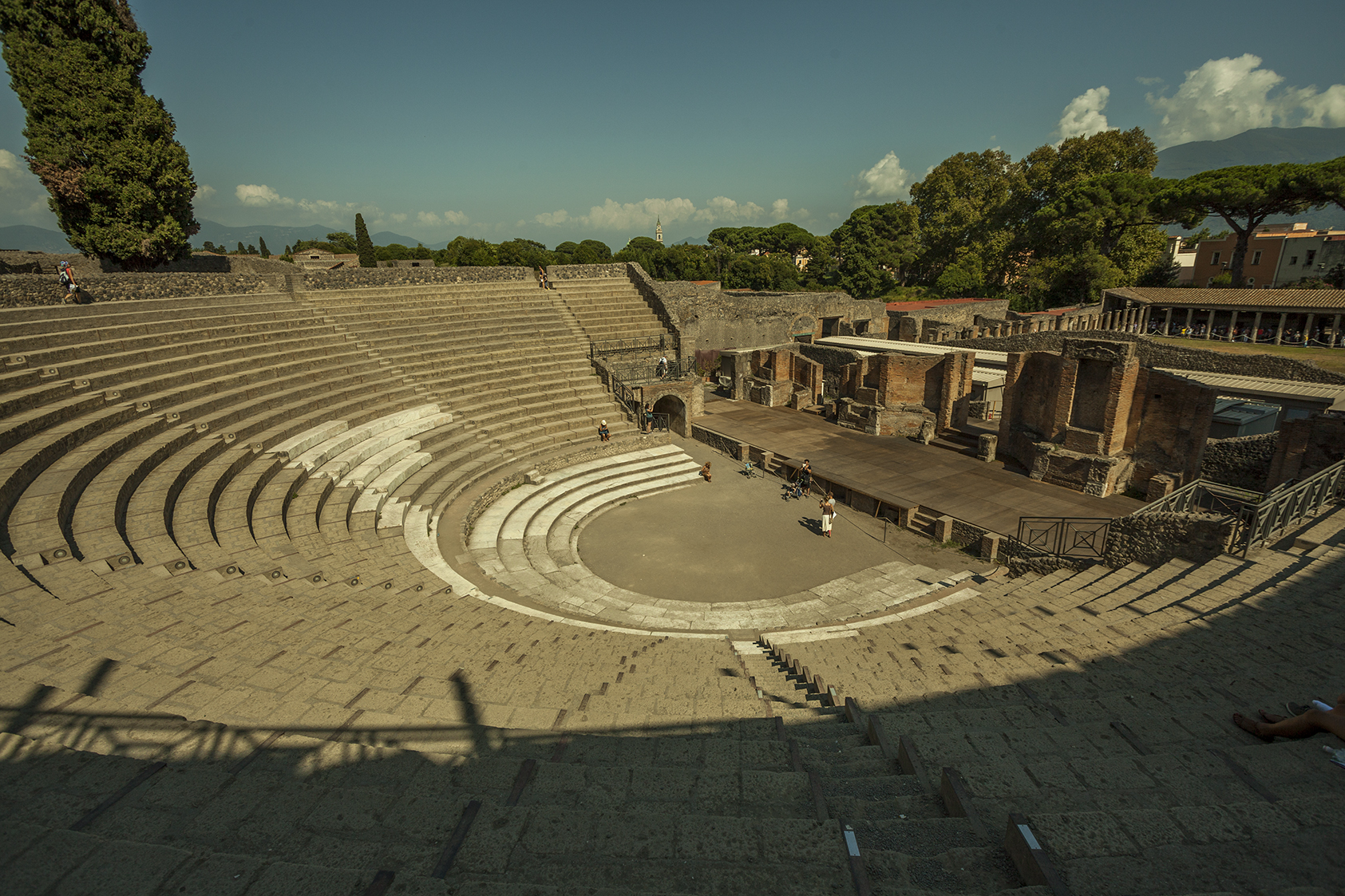
Teatro grande

Adyacente al Foro triangular se encuentra el teatro grande, de la primera mitad del siglo II a. C., construido a la manera del mundo griego helenístico, aprovechando la pendiente natural de una colina y restaurado y ampliado notablemente en la época romana. El espacio reservado a los espectadores estaba dividido en tres órdenes de gradas de mármol. El escenario tenía las tres puertas clásicas.
El teatro tenía un gran pórtico cuadrangular bastante bien conservado, donde los espectadores podían entretenerse antes del espectáculo y durante los intervalos. Luego del terremoto del año 62, este pórtico fue transformado en cuartel de gladiadores.
Teatro Pequeño
El teatro Pequeño u odeón fue construido a principios del período romano (80 a. C.) junto al Teatro grande. Tenía un tejado estable, fundamental para la acústica de la construcción; la presencia de este elemento, junto con los demás caracteres constructivos, ha llevado a la identificación del edificio como un odeón, destinado a representaciones musicales y mímicas y recitado de poesía.
Anfiteatro
Al final de la Vía de la Abundancia (Via dell'Abbondanza), una calle transversal lleva a la plaza ante la que se levanta la mole del anfiteatro, edificado alrededor del año 80 a. C. por Gayo Quinto Valgo y Marco Porcio, duunviros quinquenales. Constituye el ejemplo más antiguo conocido hasta ahora de anfiteatro de piedra; en Roma, por ejemplo, el primer anfiteatro fue el de Estatilio Tauro, de 29 a. C. El anfiteatro de Pompeya, a diferencia de las construcciones similares de época imperial, no tenía galerías bajo del coso, que está mucho más bajo que el nivel de la plaza. La cávea se divide en tres series de graderías, la última de las cuales se reservaba a las mujeres. En la parte superior del anfiteatro aún son visibles los agujeros destinados a alojar las sujeciones del velario, el toldo gigante que se extendía para proteger a los espectadores del sol y la lluvia. El anfiteatro fue escenario de un concierto del grupo de rock Pink Floyd en 1971, sin público, y 45 años después, el guitarrista David Gilmour (guitarrista y cantante de Pink Floyd) volvió a tocar en el anfiteatro en 2016, donde hubo una audiencia en vivo, convirtiéndose en la primera presentación en vivo con público en el anfiteatro, 1937 años después la erupción del Vesubio.[cita requerida]

### Lupanar

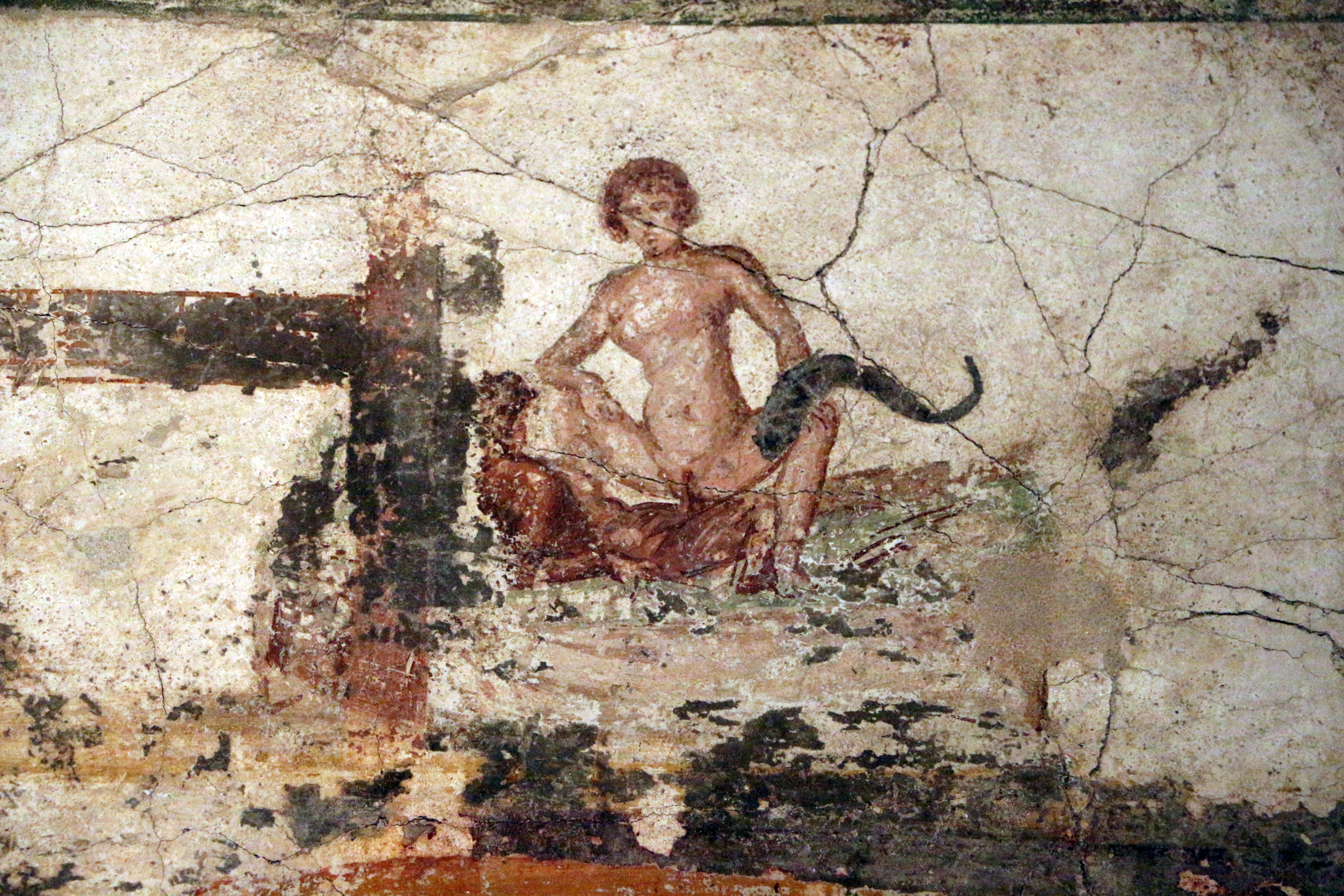
Fresco erótico

De lupa que en latín significa loba que es como se conocía a las prostitutas, el lupanar era el más importante de los numerosos burdeles que se han encontrado en Pompeya y el único construido con esta precisa finalidad.
Las prostitutas eran esclavas griegas u orientales y el precio de sus servicios iba de los dos a los ocho ases, teniendo en cuenta que un vaso de vino costaba uno, pero la recaudación era del patrón o del dueño del burdel.
El lupanar era un pequeño edificio situado en el cruce de dos calles secundarias y estaba construido con dos plantas, una a nivel del suelo y un primer piso. La planta baja estaba destinada al acceso de esclavos o de las clases más pobres. Tenía un corredor y cinco habitaciones con cama y las paredes estaban cubiertas de pinturas que expresaban distintas posiciones eróticas.
Al piso superior se accedía por una entrada independiente que daba a una escalera y luego a un balcón, que se abría a las distintas habitaciones, más grandes y decoradas que las de la planta baja. Este piso superior era reservado a una clientela más acomodada.
La construcción es del último período de la ciudad. Las paredes se encuentran cubiertas de motivos eróticos desde su entrada principal, que muestra a Príapo con dos penes sostenidos con las manos.

### Residencias privadas

#### Casa del Fauno

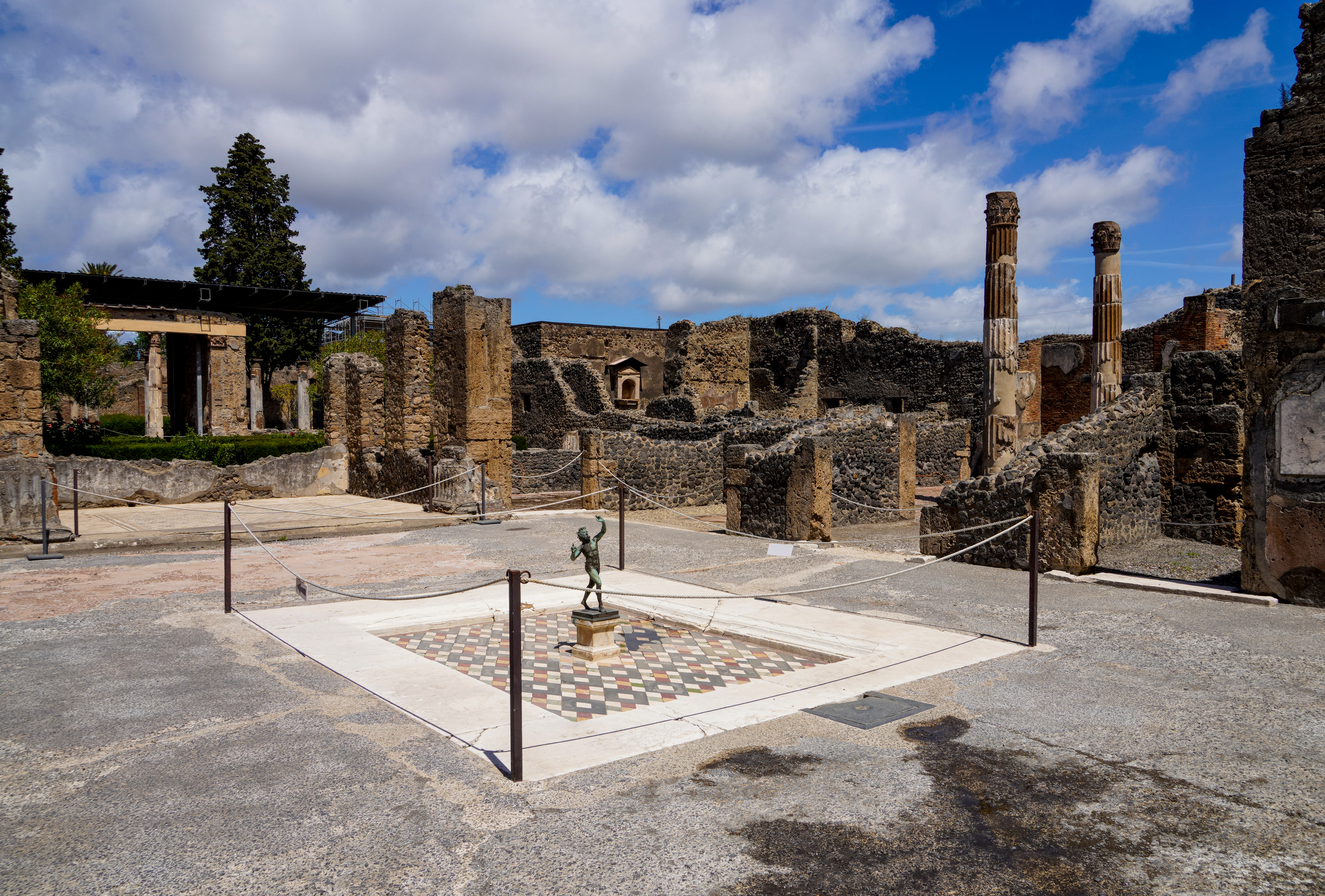
La casa del Fauno. El original de la estatua central se encuentra en el Museo Arqueológico Nacional de Nápoles.

La casa del Fauno es una de las construcciones más lujosas de la ciudad. La entrada principal da a la Vía de la Fortuna (Via della Fortuna) y ocupa toda una manzana de la Región VI. La casa tiene sus orígenes en la edad samnítica, cuando era amplia pero modesta. A fines del siglo II a. C. pasó a ocupar una manzana entera y recibió una suntuosa decoración a base de estuco y mosaicos que se restauraron y conservaron sin apenas modificaciones durante los doscientos años siguientes, manteniendo un estilo que debía de parecer muy anticuado a los habitantes del año 79.
En la parte anterior de la entrada se encuentra el saludo «HAVE», que es la forma en latín vulgar de ave (bienvenido). El ingreso estaba provisto de puerta doble y en el vestíbulo se encuentran dos atrios, uno de ellos, el principal, contiene una pequeña fuente con la estatua de un fauno danzante que ha dado el nombre a la casa.
Se supone que a principios del siglo I a. C. fue la morada de Publio Cornelio Sila, sobrino del dictador Sila, quien tuvo la misión de organizar la colonia romana y de conciliar los intereses de los colonos con los de los antiguos habitantes. En el pavimento de una de las principales salas de recepción se encontró el mosaico antiguo más complejo que se ha descubierto, el llamado Mosaico de Alejandro, que representa la batalla de Issos, entre Alejandro Magno y Darío III Codomano. Está compuesto por entre millón y medio y cinco millones de teselas.

#### Casa del Poeta Trágico

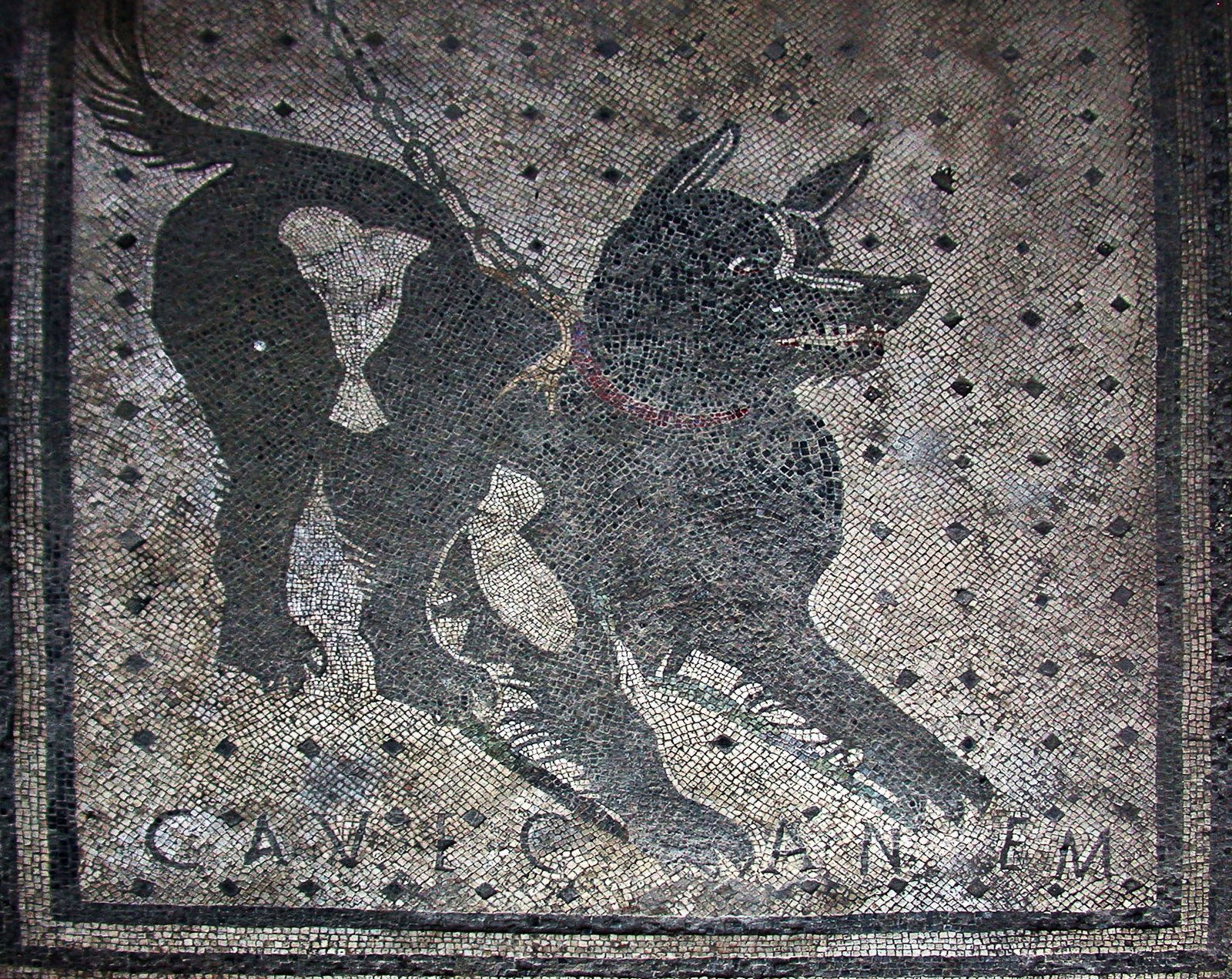
Mosaico que representa un perro con la inscripción Cave Canem (cuidado con el perro)

La Casa del Poeta Trágico debe su nombre a un mosaico que representaba a un instructor de actores de teatro (hoy en el Museo Antropológico Nacional de Nápoles), y su fama a una serie de frescos de temas heroicos y míticos. Entre las ilustraciones se encuentra una acerca del sacrificio de Ifigenia. Se trata de una casa de modestas dimensiones pero decorada con mucha elegancia, probablemente una muestra de una clase media enriquecida durante los últimos años de la ciudad.
A los lados de la puerta se encontraban dos mostradores (que indican que el dueño de la casa también se dedicaba al comercio), y sobre el piso se encontraba la inscripción Cave Canem (Cuidado con el perro) al lado de la imagen de un perro sujeto por una cadena.
En el resto de la casa pueden encontrarse más frescos y mosaicos, entre ellos, imágenes de Admeto y Alcestis, Venus, Ariadna, Teseo y Narciso.

#### Casa de Amaranto
La casa de Amaranto consiste en dos viviendas unidas, una tradicional casa con atrio (I.9.12) y una taberna con un amplio peristilo ajardinado en la parte trasera (I.9.11). En ambas se encontraron montones de ánforas especialmente en el atrio de la casa y en el jardín anexo a la taberna. Más de treinta de las ánforas encontradas eran de origen cretense. Estaban todas boca arriba y se ha propuesto que se trate de un único cargamento justo anterior a la erupción. Las del jardín fueron en su mayor parte almacenadas boca abajo, e incluyen tanto tipos campanos, como egeos y cretenses. La propia taberna estaba en proceso de reparación en el 79 d. C. por lo que no podía encontrarse sirviendo comidas y bebidas de forma habitual. Además, aquí no se cultivaban vides. Parece que los propietarios solo regentaban un negocio de importación y exportación.
En los últimos años de vida de la ciudad ambas casas habían sido unidas y se encontraban en un estado deplorable. El mostrador de la taberna estaba en ruinas y el jardín abandonado. Al parecer el conjunto de las dos casas era entonces utilizado solo como almacén de tinajas de vino (amphorae). El esqueleto de la mula que había sido utilizada para transportarlas fue encontrado entre las ruinas, junto al perro guardián a sus pies. Se encontraban en una habitación, ahora usada como cuadra, a un lado de la entrada de la casa con atrio. Se apreciaban restos del pesebre de madera al que el equino había sido atado, pues en su cabeza había anillos de los arreos. También se encontraron los restos de la parte inferior de un ánfora rota, que quizás contenía agua para ambos animales.  Dos de las ánforas del atrio llevaban el nombre «Sexto Pompeyo Amaranto» o simplemente «Sexto Pompeyo». El nombre de Amaranto aparece también en un par de grafitos más hallados en otros lugares de la vecindad, así como en un anuncio en la propia pared de la vivienda situada en la Via dell'Abbondanza, donde un tal «Amaranto Pompeyano» invita a sus conciudadanos a votar a su candidato preferido.

#### Villa de los Misterios

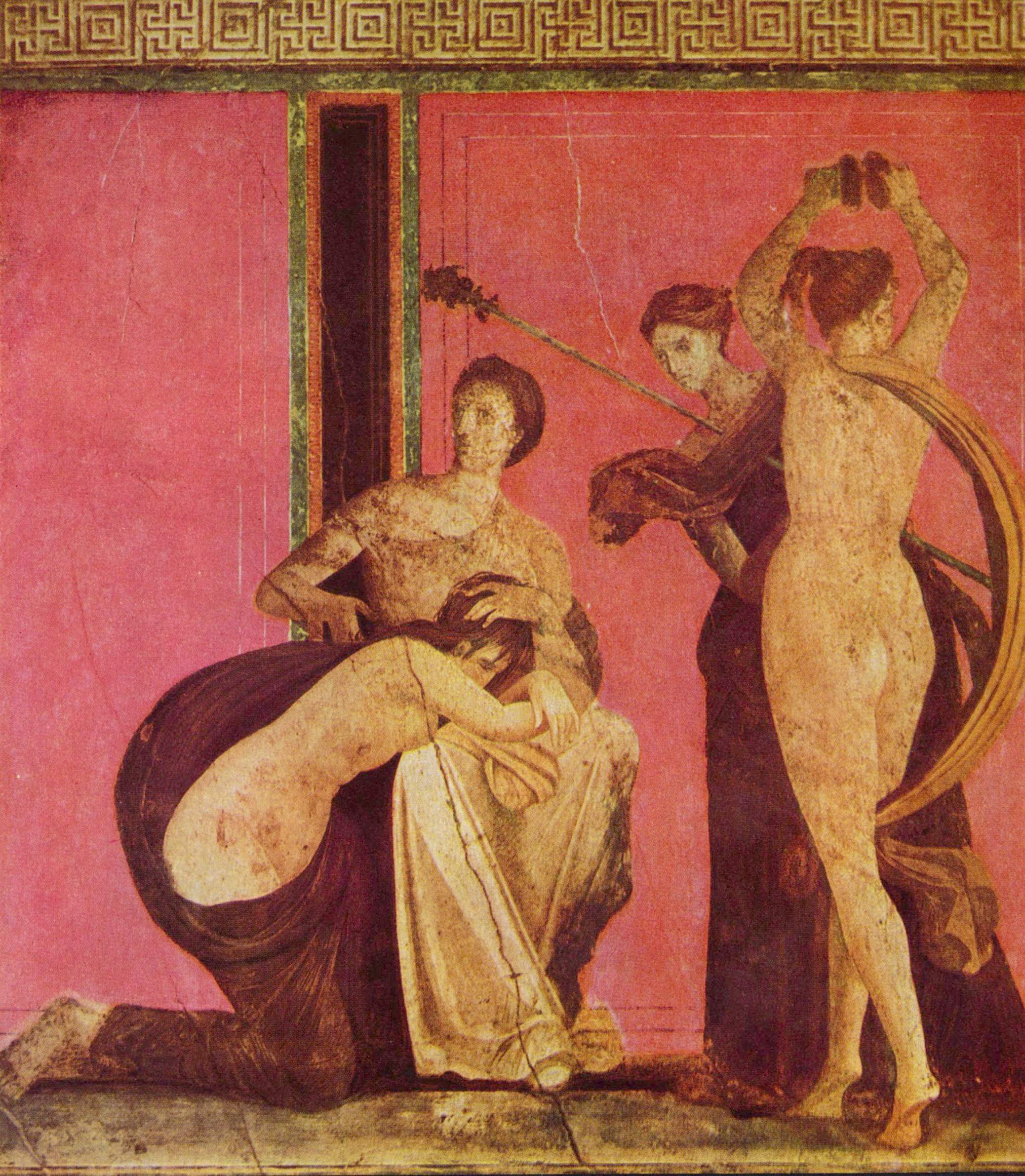
Detalle de los frescos de la villa de los misterios

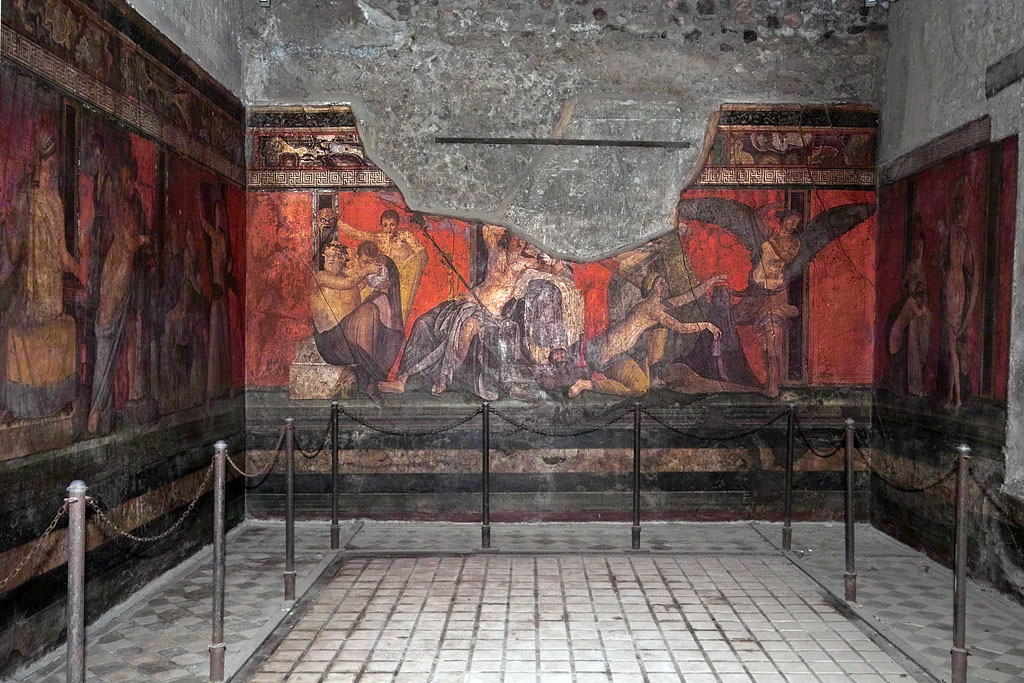
Interior de la Villa de los Misterios, en Pompeya

La villa de los Misterios es uno de los edificios suburbanos de Pompeya, situado a unos doscientos metros de la Puerta de Herculano, fuera de los límites de la ciudad. Se trata de una construcción que presenta una disposición armoniosa y singular de sus ambientes y una superlativa colección pictórica. Fue construida en la primera mitad del siglo II a. C. y fue muchas veces remodelada y ampliada. Se presenta como una construcción de cuatro lados circundada por una terraza panorámica. Después del terremoto del año 62 la Villa cambió de propietarios y de usos: de vivienda señorial pasó a establecimiento agrícola.
Los usos finales de esta Casa constituyen el ejemplo de una vivienda de gran lujo unida a una explotación agrícola ganadera. Integrada al paisaje mediante grandes pórticos y galerías que dan a jardines colgantes, la Villa de los Misterios se muestra muy distinta de las casas encontradas en la ciudad.
Si bien casi todas sus paredes se encuentran decoradas con pinturas, destacan una serie de grandes frescos que se supone que representaban la iniciación de las esposas a los Misterios Dionisíacos. En la llamada Sala de la Gran Pintura, se desarrollan una serie de frescos que datan del siglo I a. C., que representarían los momentos sucesivos de un ritual que Roma intentó limitar sin mucho éxito.
Las imágenes son muy elocuentes: un niño leyendo el ritual bajo la supervisión de una matrona, una joven que lleva una bandeja con ofrendas, un grupo de señoras en una celebración sacramental, un sileno que toca una lira mientras una jovencita ofrece su seno a una cabra, otro viejo sileno ofrece una bebida a un pequeño sátiro mientras otro más joven le alcanza una máscara teatral, entre muchas otras. También se representan las bodas de Dioniso y Ariadna.

#### Casa de la Columna Etrusca
La casa de la Columna Etrusca es un edificio pequeño y modesto situado en la Región VI. Debe su nombre a una columna de facción típicamente etrusca que se halla empotrada entre dos salas de la casa y que data del siglo VI a. C. La columna formó parte de un santuario al aire libre, ya que debajo alrededor de ella se ha encontrado cerámica griega (correspondiente a ofrendas) y restos de un bosquecillo de hayas como corresponde a los santuarios de esa época. En el siglo III a. C., debido al crecimiento de la ciudad, la casa se edificó alrededor de la columna, que sin embargo se conservó y se dejó visible, probablemente por respeto a su antiguo significado religioso.

#### Otras casas
Otras casas significativas de Pompeya son la Casa del Cirujano y la Casa de los Vettii.

### Construcciones defensivas
Puerta Marina

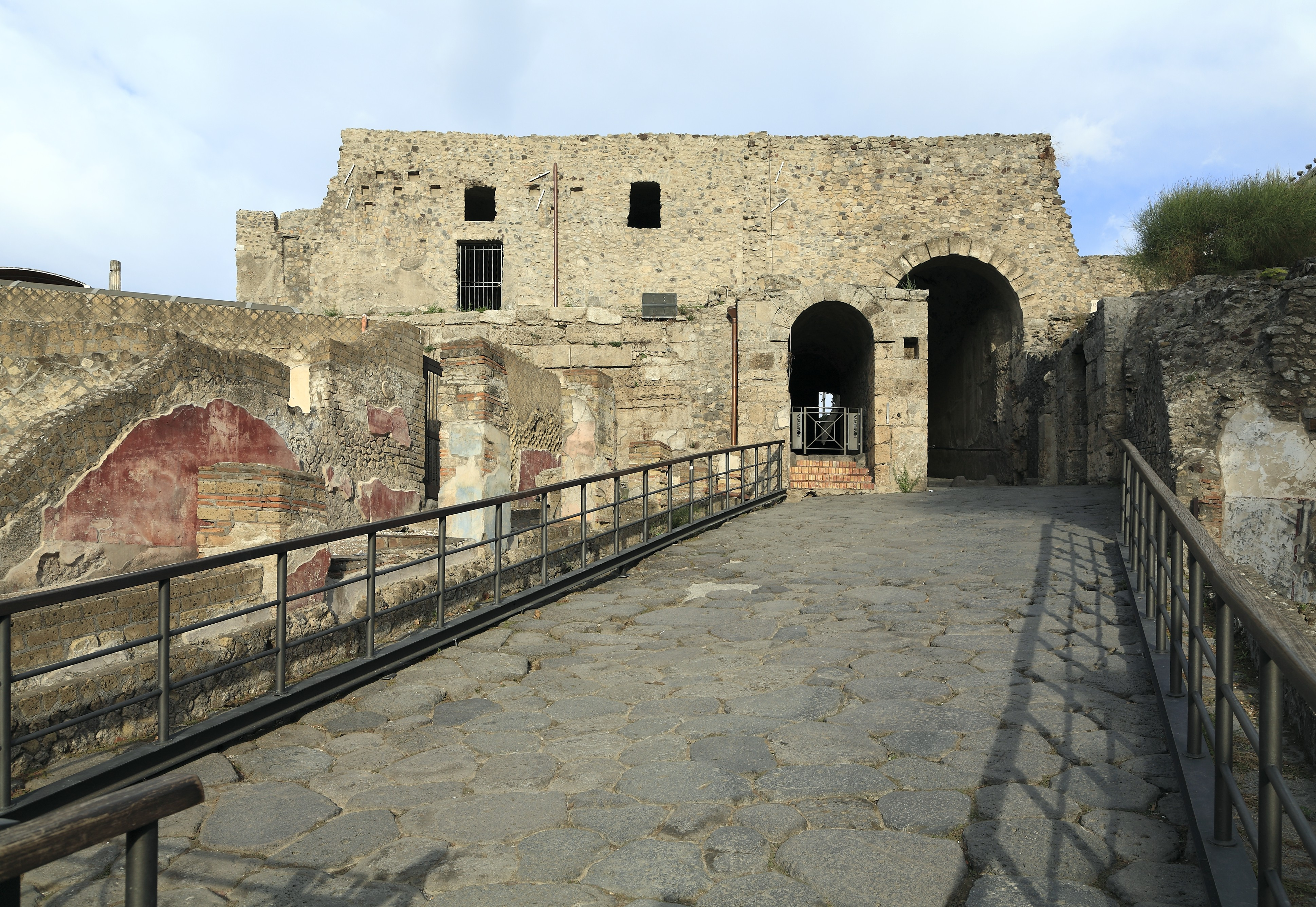
Puerta Marina con su doble abertura

Se trata de la puerta principal a las excavaciones, así denominada porque daba al mar. En la antigüedad se conocía como Puerta de Neptuno o del Foro. Está formada por dos aberturas cubiertas por una bóveda de piedra. Una de ellas era para los peatones, la otra, algo más ancha, permitía el paso de carros y cabalgaduras. No era, originalmente, una entrada importante debido al fuerte declive de la calle que al principio la hacía inaccesible para el tránsito de carruajes.

## Antiquarium
El Anticuario es el espacio museístico de las ruinas de Pompeya. Fue construido en 1861 y destruido en 1943 debido a un intenso bombardeo durante la Segunda Guerra Mundial. Fue reconstruido en 1948 de acuerdo a modernos criterios museológicos, a fin de ofrecer un cuadro completo de la historia de la ciudad.
Tiene cuatro salas: la primera contiene testimonios de la Pompeya presamnita, especialmente material de la necrópolis de la Edad del Hierro (siglos XI a VII a. C.) del Valle del Sarno. La segunda conserva material de los siglos III y II a. C., especialmente terracota, cerámicas etruscas y esculturas de tufo. La tercera y cuarta salas contienen elementos del período romano de Pompeya, incluidos los moldes de yeso de personas y animales sorprendidos por la erupción, así como elementos domésticos y representativos de la vida cotidiana y comercial de la ciudad.

## Epigrafía e inscripciones
Pompeya es notable por el número de inscripciones halladas y por los materiales en los que se han encontrado. Alrededor de once mil estaban catalogadas a finales de los años 80 del siglo XX. Los textos están escritos en osco, griego y latín. Varios tipos de inscripciones, como los grafitos y las pintadas, son únicos en todo el mundo romano. La mayoría de los grafitos son de la última época de la ciudad, mientras que las pintadas son principalmente carteles electorales o anuncios de competiciones gladiatorias. Sin embargo, las inscripciones en piedra siguen siendo las más abundantes, entre las que destacan las lápidas y las dedicatorias. Otros elementos epigráficos son los recibos del banquero Lucio Cecilio Jucundo o los sellos de lacre.

## Instituciones políticas
Al igual que al resto de colonias, las autoridades romanas debieron dotar a Pompeya de una ley colonial que, a pesar de los numerosos restos arqueológicos, no ha sido descubierta. En esa ley se especificarían el funcionamiento político-administrativo y las tres instituciones que gobernaban la ciudad: los magistrados, el comitium y el ordo decurionum.
Los primeros tuvieron funciones judiciales y administrativas. Estaban divididos en dos magistraturas, el duovirato y la edilidad, desempeñadas cada una por dos magistrados colegiados que ocupaban el cargo un año. La edilidad era la magistratura inferior y se ocupaba del urbanismo, el comercio local y las tierras públicas. En ocasiones aparecen en las fuentes con la denominación duumviri vaspp cuyo significado es oscuro. Los duoviros, llamados oficialmente duumviri iure dicundo, tenían como principal responsabilidad la administración de justicia, aunque también presidían las elecciones, estaban al cargo del Tesoro de la ciudad y hacían cumplir las disposiciones del ordo. Cada cinco años, en lugar de los duoviros, se elegían los duoviros quinquenales (duumviri iure dicundo quinquennales) que confeccionaban el censo ciudadano. Aunque no había distinción jurídica entre el duovirato ordinario y el quinquenal, la mayoría de los segundos habían sido anteriormente ordinarios, por lo que constituía en la práctica la culminación de una carrera política.
El comitium era la asamblea de ciudadanos, dividida en curias. Su única función era la de elegir a los magistrados. Los candidatos debían ser varones mayores de 25 años en posesión de una fortuna superior a cien mil sestercios.
El ordo decurionum estaba formado por los exmagistrados y su número, que rondaba los cien miembros, era confeccionado por los duoviros quinquenales. Su función era legislativa y administrativa y decidía la elección de magistrados extraordinarios, el ofrecimiento de cargos locales a miembros de la familia imperial y la selección de los patronos de la colonia. En ocasiones, si cumplían con los requisitos, ciudadanos que no habían ejercido ningún cargo público eran admitidos en el ordo mediante adlectio, con los mismos derechos que un exmagistrado, o como pedarius, con derecho a votar, pero no a hablar. Los praetextati eran los hijos de decuriones destacados que accedían a la asamblea y que eran miembros supernumerarios. Aunque podía ocurrir que un decurión perdiera su puesto al incumplir los requisitos mínimos, normalmente el cargo era vitalicio.